# Sulcis
Il Sulcis (in sardo Meurreddìa o Surci) è un territorio della Sardegna che si estende nella porzione sudoccidentale dell'isola, parte integrante della regione storico-geografica del Sulcis-Iglesiente.

## Coronimo
Prende il nome dall'antica città di Sulki o Sulci, oggi Sant'Antioco.
Tracce dell'utilizzo del nome Sulcis come denominazione della regione si riscontrano nel Medioevo, quando la zona sud occidentale del Giudicato di Cagliari costituiva la Curatoria del Sulcis, a cui appartenevano i territori ricompresi a sud della valle del Cixerri e dell'omonima curatoria.

## Delimitazione
La delimitazione del Sulcis non è ben definita in quanto si tende talvolta ad estenderla in senso lato comprendendo anche parte del territorio dell'Iglesiente oppure anche i territori di Pula, Villa San Pietro e Sarroch, la cui collocazione geografica è incerta e controversa.
Il Sulcis propriamente detto corrisponde al versante sudoccidentale dei Monti del Sulcis e alla piana sottostante fino alla costa sudoccidentale che si affaccia sul Canale di Sardegna, da capo Altano, o capo Giordano, fino al Golfo di Palmas e da qui continua verso il Capo Teulada. Fa parte del territorio sulcitano anche l'arcipelago del Sulcis, con le isole di San Pietro e di Sant'Antioco.
Più incerta è la collocazione di Pula, Villa San Pietro e Sarroch, che fanno parte della città metropolitana di Cagliari e sono situati ai piedi del versante sudorientale dei monti del Sulcis, nella parte esterna del territorio sulcitano, tra Capo Spartivento e la costa del Golfo degli Angeli. L'entroterra montano di questi comuni, ricoperto dalla foresta di Is Cannoneris, ha infatti un'affinità e un'omogeneità ambientale con il Sulcis. Tuttavia questi centri abitati, collegati con il Sulcis tramite la strada statale 195 Sulcitana, situata tra il mare e le pendici dei monti di Santadi, Teulada e Domus de Maria, giacciono su una piana costiera geograficamente isolata e distinta dal territorio sulcitano e che ha invece una naturale continuità con la piana di Capoterra, a tutti gli effetti considerata parte del Campidano di Cagliari.

## Geografia fisica

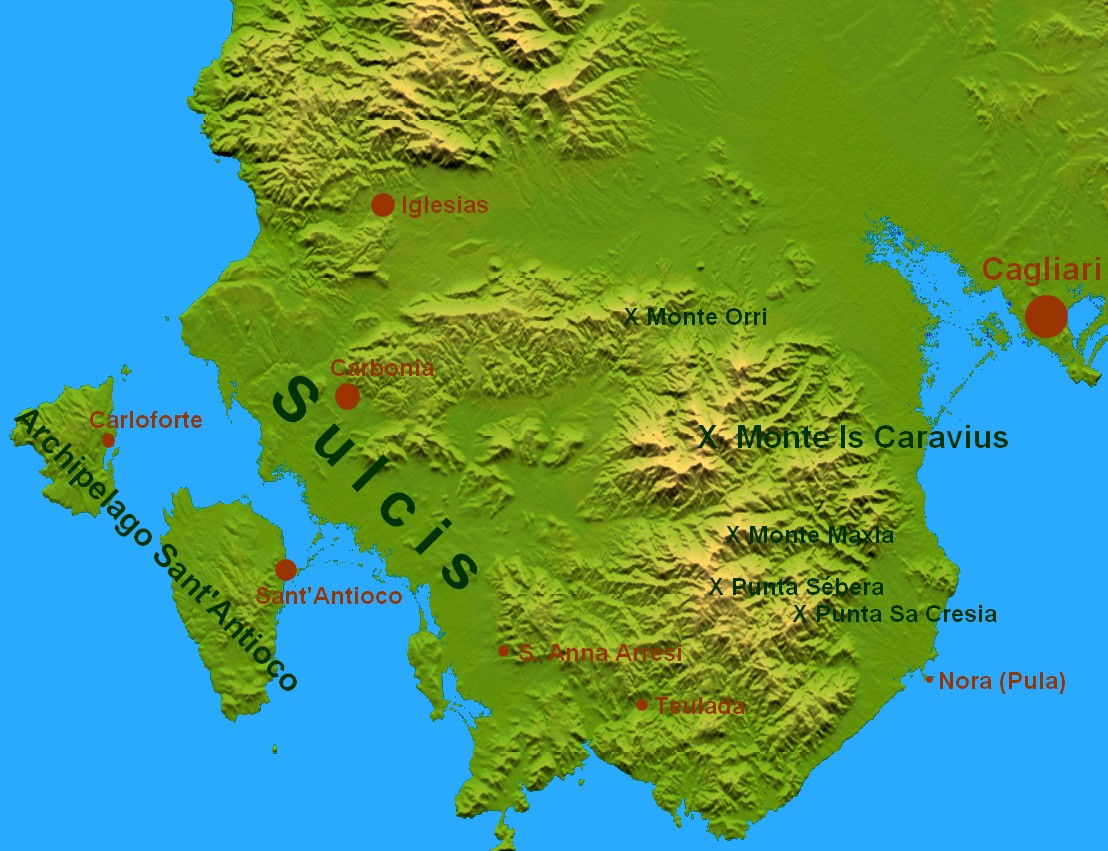
Carta fisica del Sulcis

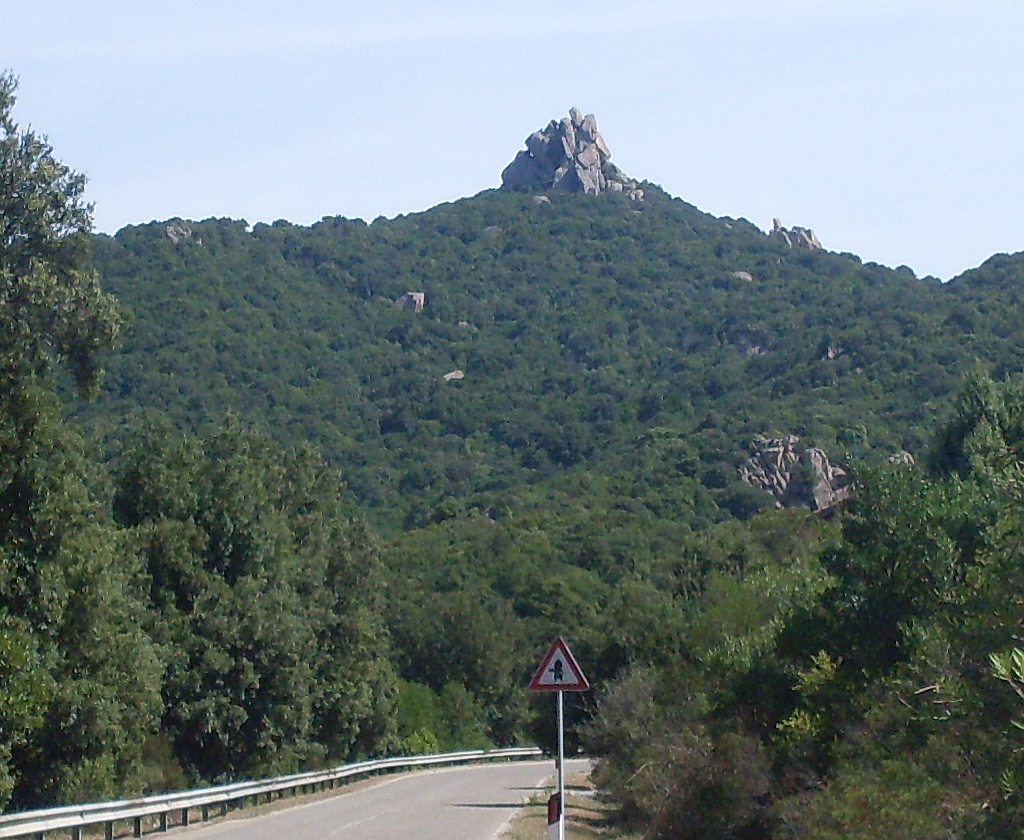
Leucograniti nella foresta di Pantaleo (Santadi): rocca Perda Posta Intremini.

La conoscenza dell'ambiente fisico del Sulcis è fondamentale per inquadrare il contesto storico e ambientale che è all'origine della colonizzazione dispersa del suo territorio. Pur presentando caratteristiche ricorrenti in molte subregioni della Sardegna, il Sulcis mostra una sostanziale peculiarità quando si prendono in considerazione, nel complesso, la geografia, la geologia, il clima, la vegetazione.

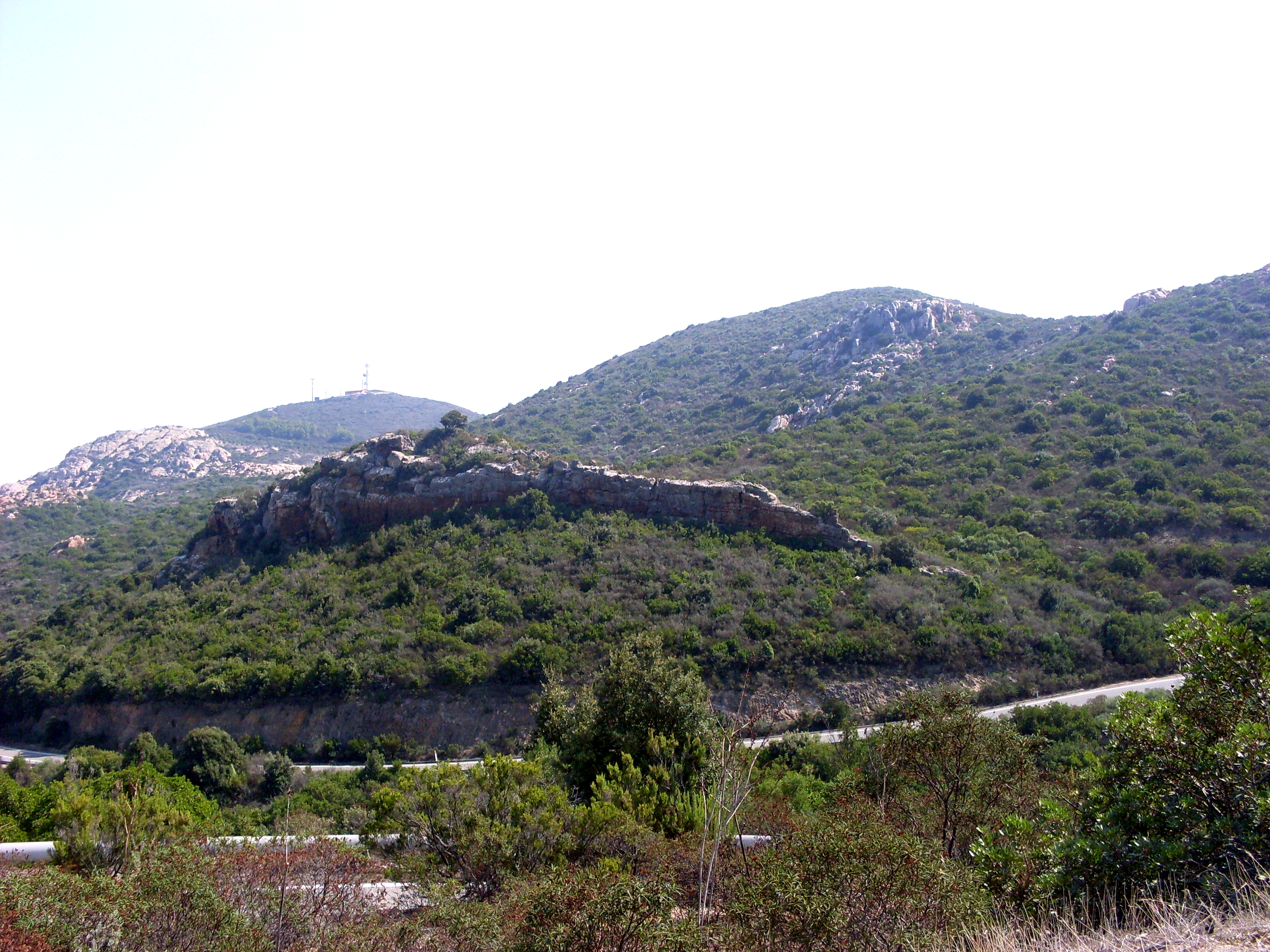
Leucograniti nel Sulcis meridionale (Teulada, al confine con il territorio di Domus de Maria): Punta Ladixeddas, a sinistra, e Monte Corilla, sullo sfondo a destra.

### Geografia e geomorfologia
Dal punto di vista geografico e geomorfologico, il Sulcis ha una forte caratterizzazione in quanto quasi completamente delimitato dal mare e dall'omonimo massiccio montuoso, che lo isolano dal resto della regione. L'unica via naturale di collegamento è dislocata nella parte orientale del confine settentrionale: il confine è definito fisicamente da uno spartiacque di media altitudine, ma dalla morfologia aspra, che separa il Sulcis dall'Iglesiente ed è interrotto da una stretta fascia di depositi alluvionali che collega il territorio di Carbonia a quello di Villamassargia.
A ovest, la morfologia del territorio è caratterizzata da piane alluvionali del Pleistocene che si estendono lungo tutta la fascia costiera, da Porto Pino (Sant'Anna Arresi) fino a Carbonia e Portoscuso, e si alternano a dolci rilievi collinari. Questo sistema di pianure costiere si inoltra a est, nei territori di Tratalias, Giba e Santadi, e a nordest, nei territori di Perdaxius e Narcao, alternandosi con rilievi collinari di bassa o media altitudine, più o meno impervi, e con i depositi alluvionali della Formazione del Cixerri (Oligocene). A nord e a est, la morfologia è definita dai rilievi del basamento paleozoico, che trasformano bruscamente il paesaggio da pianeggiante-collinare a impervio e montuoso.
Del Sulcis fanno geograficamente parte le due isole di San Pietro e di Sant'Antioco, quest'ultima unita alla terraferma fin dall'antichità per mezzo di un istmo artificiale.
Di particolare importanza è il sistema di stagni costieri che si estende lungo tutta la costa del Golfo di Palmas, che per secoli ha contribuito a rendere malsane e poco ospitali le pianure costiere del Sulcis.

### Geologia

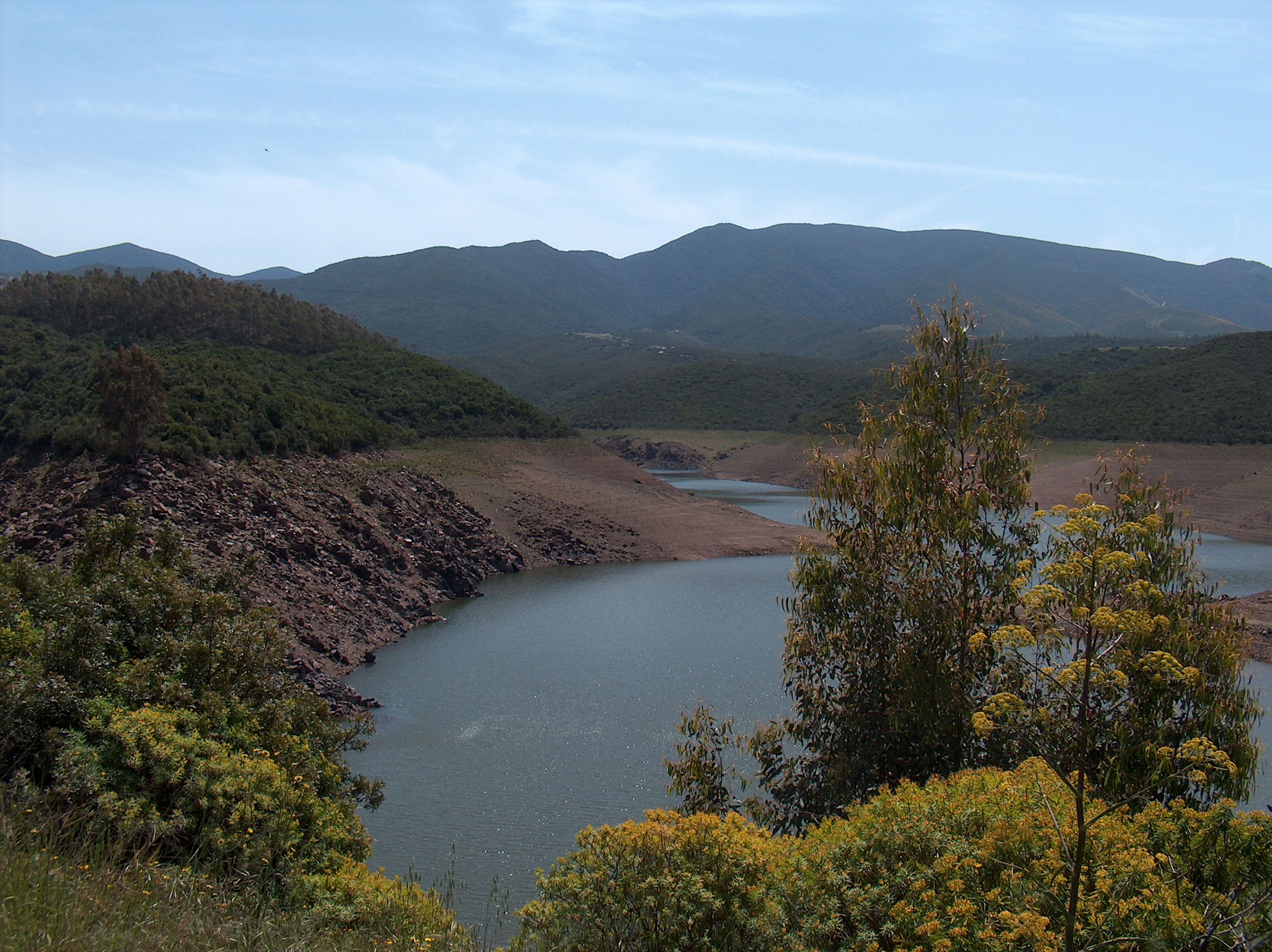
Rilievi della Formazione di Cabitza (Cambriano superiore-Ordoviciano inferiore) estesi dal bacino di Bau Pressiu al Monte Tamara in territorio di Nuxis.

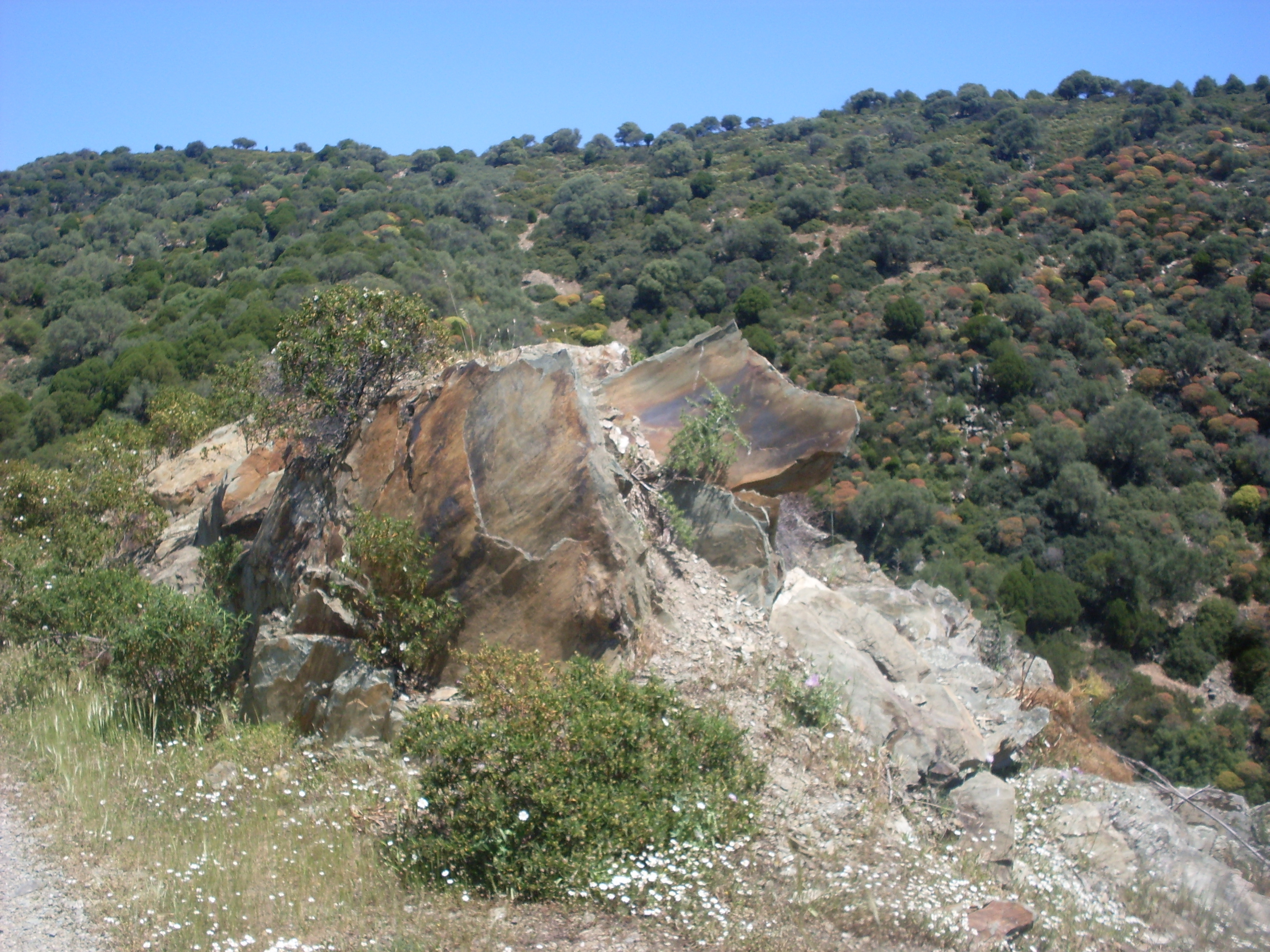
Macchia termoxerofila sugli scisti della Formazione di Nebida (Cambriano inferiore) in località Cambirussu (Teulada).

La geologia del Sulcis è complessa ed eterogenea, in quanto derivata dalla sovrapposizione di eventi succeduti nell'arco di oltre 500 milioni di anni. Il componente fondamentale della geologia sulcitana è rappresentato dal basamento paleozoico, che costituisce la maggior parte dell'omonimo massiccio montuoso. Questo basamento si estende, in un complesso e alternato sistema di affioramenti, dal territorio a est di Carbonia e a nord di Narcao fino alla costa meridionale, in territorio di Teulada, formando un arco che delimita completamente a nord e a est l'intera subregione. L'origine litologica del basamento è in parte sedimentaria e metamorfica e in parte magmatica. Agli inizi del Paleozoico la successione di fasi di trasgressione marina e di continentalità ha determinato il deposito di sedimenti da cui si sono originate tre formazioni stratigrafiche (Formazione di Nebida e Formazione di Gonnesa nel Cambriano inferiore, Formazione di Cabitza tra il Cambriano superiore e l'Ordoviciano inferiore). Questi sedimenti hanno successivamente subito metamorfismi di carico e di contatto nel corso dell'orogenesi ercinica (Carbonifero). A questi eventi si è sommata l'intrusione tardo-ercinica del plutone che ha originato il batolite sardo-corso.

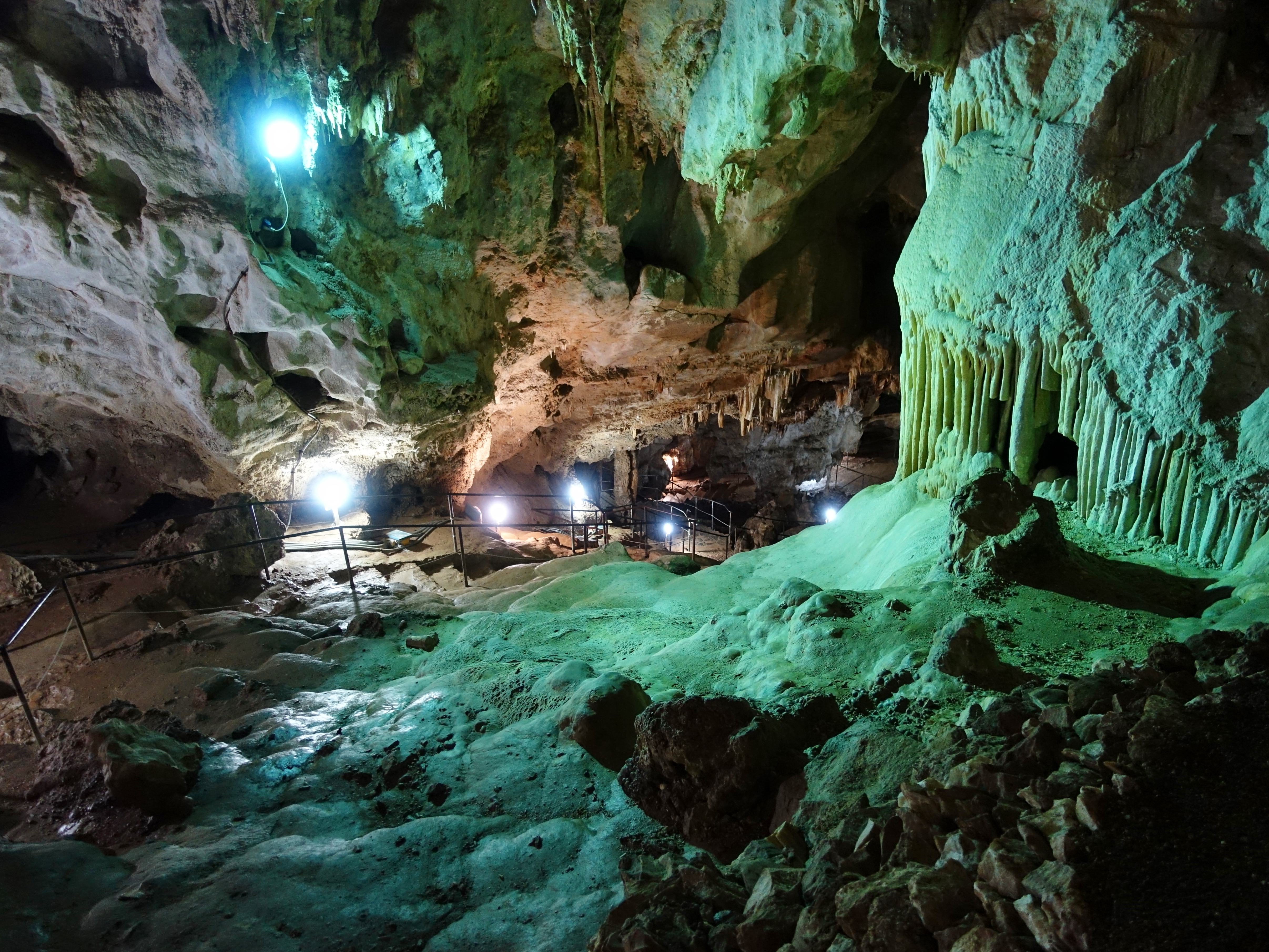
Grotte Is Zuddas, all'interno del Monte Meana

Delle quattro formazioni geologiche, quelle prevalenti nella subregione sono la formazione di Gonnesa e di Nebida, i cui affioramenti si alternano da nordovest a sud attraversando i territori di Carbonia, Narcao, Nuxis, Santadi e Teulada. Consistenti affioramenti dei metacalcari della formazione di Gonnesa sono dislocati a est di Carbonia e a sud di Santadi; altri affioramenti, di minore estensione sono presenti a nord di Narcao, a est di Nuxis e, infine, a sud di Teulada. La formazione di Nebida, costituita da sedimenti di varia natura (argille, limo, calcare e sabbie) presenta differenti facies secondo la
dislocazione, con prevalenza di metarenarie e metacalcari a nord e al centro e di metarenarie e filladi a sud. In generale, le rocce della formazione di Nebida presentano un marcato grado di scistosità, dovuto ad un metamorfismo di basso grado, particolarmente evidente negli affioramenti che si estendono dal territorio di Santadi fino alle coste meridionali in territorio di Teulada. Le rocce della formazione di Cabitza sono invece maggiormente rappresentati nel settore centrale del massiccio montuoso, completamente spopolato, e nella subregione affiora solo nella parte settentrionale, a nord di Narcao e Nuxis, in un territorio aspro interessato da pochissimi insediamenti sparsi. Anche i leucograniti del basamento tardo ercinico sono diffusi principalmente all'interno del massiccio montuoso e nel settore orientale. Nella subregione si alternano alla formazione di Cabitza e si estendono in tre aree. Due di queste, dislocate a est del territorio di Santadi (Foresta di Pantaleo) e nella parte orientale del territorio di Teulada, al confine con quello di Domus de Maria, sono quasi completamente spopolate a causa della morfologia aspra. La terza è dislocata a ovest di Teulada e separa le valli del territorio teuladino dalla pianura costiera del Golfo di Palmas. Le formazioni granitiche di quest'area determinano una morfologia meno aspra e sono interessate da un maggior numero di insediamenti rispetto a quelle prettamente montane del settore orientale.

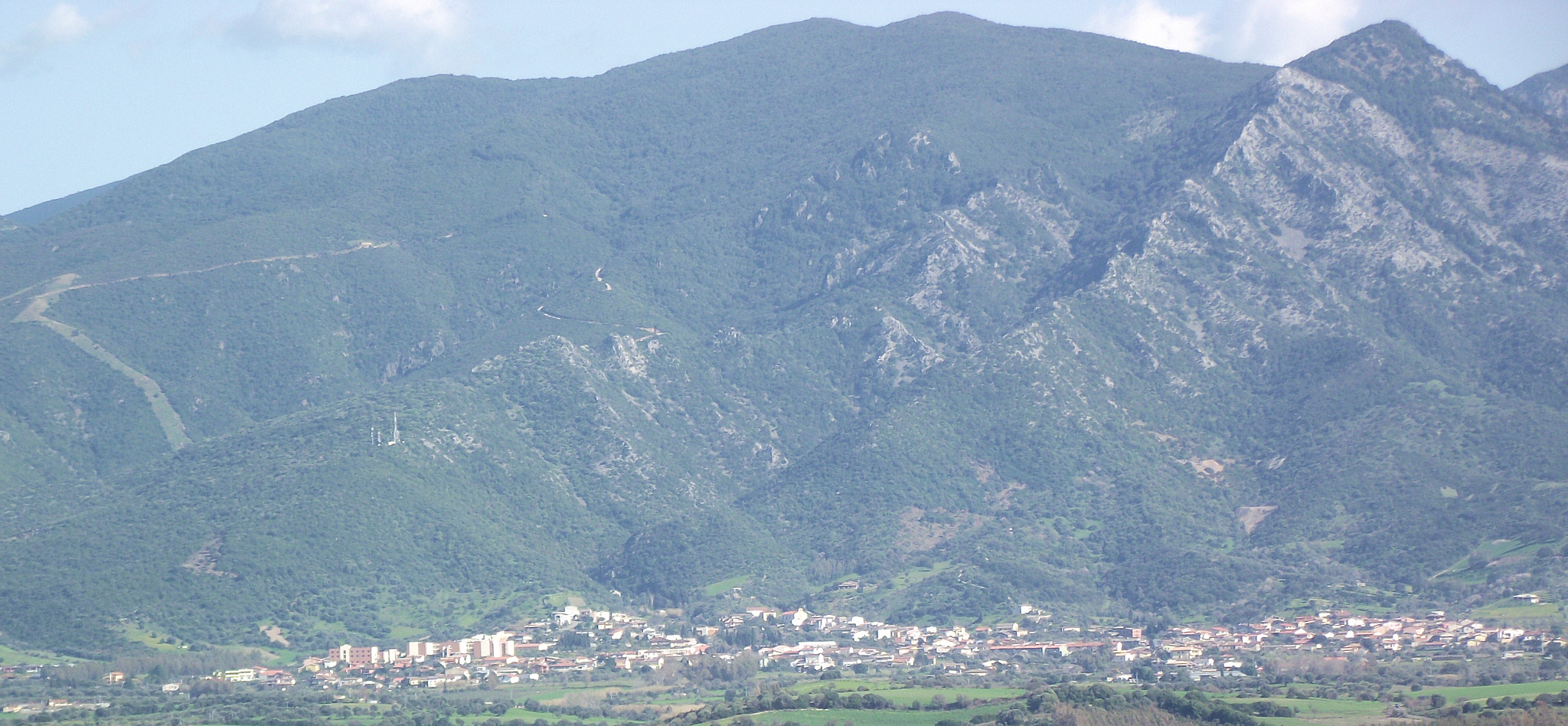
Metacalcari della Formazione di Gonnesa (Cambriano inferiore) sul versante occidentale del Monte Tamara (Nuxis). Da una cava si estraeva in passato una varietà pregiata di marmo, chiamata Nero Tamara, destinata all'esportazione.

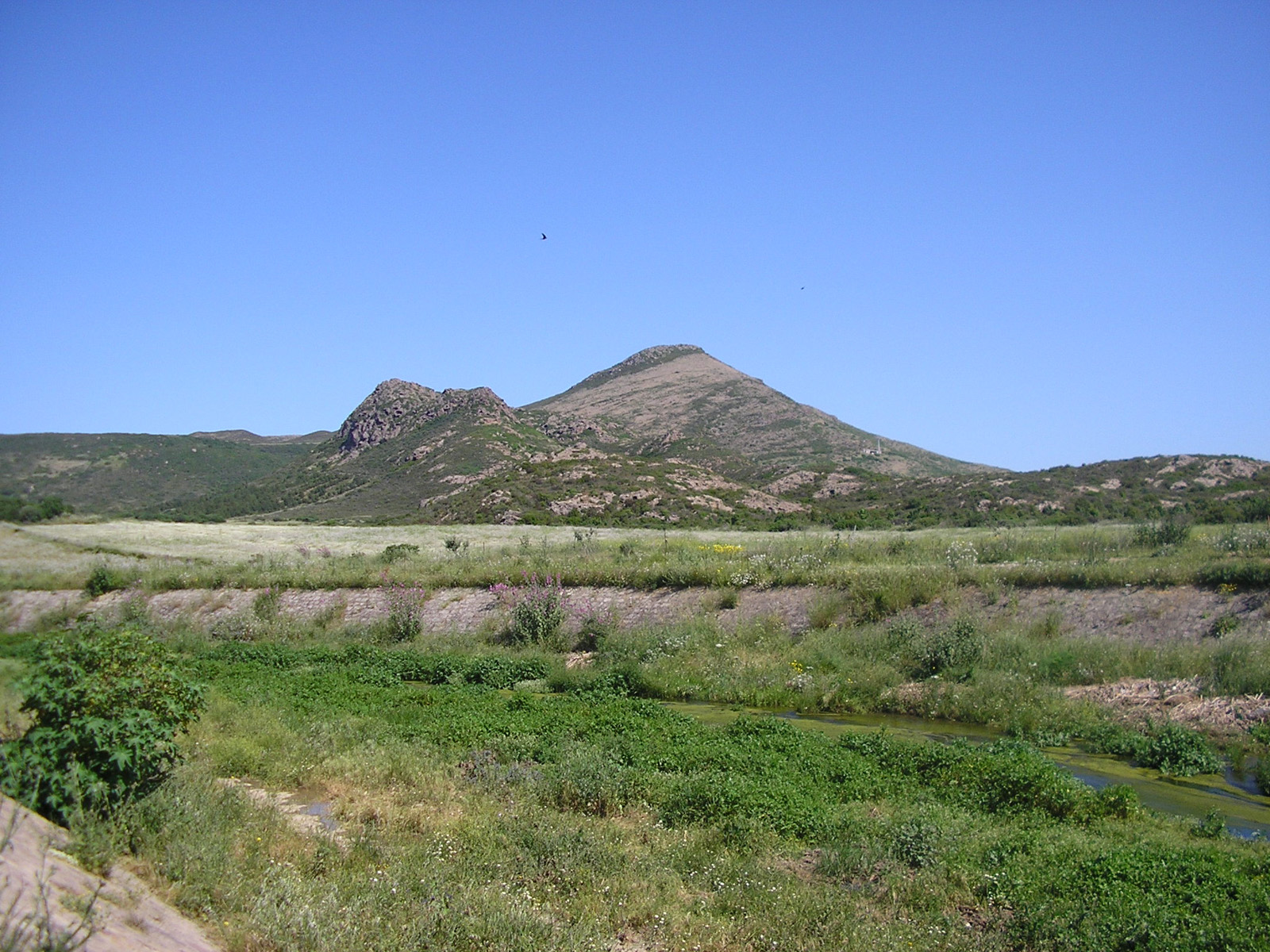
Rilievi collinari di ignimbrite riodacitica (Miocene superiore): Monte Crobu (a sinistra) e Monte San Giovanni (a destra), presso l'abitato di Carbonia. Nella zona sono presenti alcune cave di pietra.

Fatta eccezione per alcune formazioni sedimentarie calcaree del Mesozoico, dislocate fra Porto Pino e Porto Botte e nell'isola di Sant'Antioco, la maggior parte della geologia del Sulcis occidentale e delle isole sulcitane si è originata nel Cenozoico, nel corso del vulcanismo oligo-miocenico. Si tratta di un complesso ed eterogeneo mosaico di rocce vulcaniche originate da lave di varia natura (riolite, riodacite, ignimbrite, andesite), spesso genericamente e impropriamente chiamate "trachiti") e da depositi piroclastici. Queste formazioni sono estese nel settore settentrionale, a ovest di Carbonia, in quello centrale, fra Carbonia, Narcao, Giba e Villarios, e, infine, in gran parte delle isole sulcitane.

### Clima e vegetazione
Il clima, mediterraneo, è suddivisibile in tre zone climatiche: zona montuosa, zona interna pianeggiante e collinare e zona costiera. Nella zona montuosa il clima è più secco e fresco sia in estate che in inverno. Nei mesi invernali più freddi non sono rare gelate e nevicate nelle cime tra Santadi, Nuxis e Teulada. Nella zona interna caratterizzata dall'alternanza di pianure e basse colline il clima è caldo e secco con estati frequentemente torride e inverni miti, quasi mai eccessivamente rigidi. Le zone costiere sono più umide e fresche per via della vicinanza del mare e dei forti venti di maestrale provenienti da nord ovest che sferzano la costa sud occidentale dell'isola per gran parte dell'anno, plasmandone la natura e il paesaggio. La piovosità si concentra nella stagione invernale e la siccità è piuttosto prolungata. In buona parte del territorio la piovosità è inferiore ai 500 mm annui, ma all'interno delle montagne del Sulcis si aggira sui 1000 mm annui. La distribuzione stagionale delle piogge alimenta corsi d'acqua a regime torrentizio, completamente asciutti dalla tarda primavera fino all'autunno ma impetuosi e di portata consistente nei mesi di massima intensità piovosa.
La vegetazione naturale nelle zone prossime alla costa è rappresentata da residui più o meno degradati della macchia mediterranea termoxerofila (garighe costiere, macchia a ginepro, oleo-ceratonion), alternati in modo variegato a boschi di pino marino, olivastro selvatico, quercete, pascoli e seminativi e agli insediamenti urbani e industriali. All'interno, il paesaggio eterogeneo lascia il posto ad una fitta formazione boschiva in evoluzione, che si estende quasi ininterrottamente dalle foreste di Pantaleo (Santadi) e Is Cannoneris (Domus de Maria) a quelle di Gutturu Mannu e della riserva di Monte Arcosu (Uta, Siliqua, Assemini). Questa formazione, che nel suo genere è la più vasta d'Europa, è il residuo di una lecceta primaria abbattuta fra il XIX secolo e i primi decenni del XX secolo, sostituita da una macchia-foresta a leccio, in evoluzione, alternata a sugherete nelle stazioni più piovose.
Nel complesso, l'ambiente naturale si differenzia in due biotopi fondamentali: uno di pianura e di bassa collina e uno più impervio, tipicamente montano. Il primo ha offerto, storicamente, le condizioni per lo sviluppo di una società rurale stanziale, basata sull'agricoltura e sull'allevamento degli ovini, il secondo, per le condizioni più difficili, ha consentito lo sviluppo di una società rurale non stanziale, basata soprattutto sull'allevamento dei caprini e dei bovini rustici e, marginalmente, sullo sfruttamento delle risorse forestali (legno, sughero, carbone vegetale).

## Storia

### Preistoria

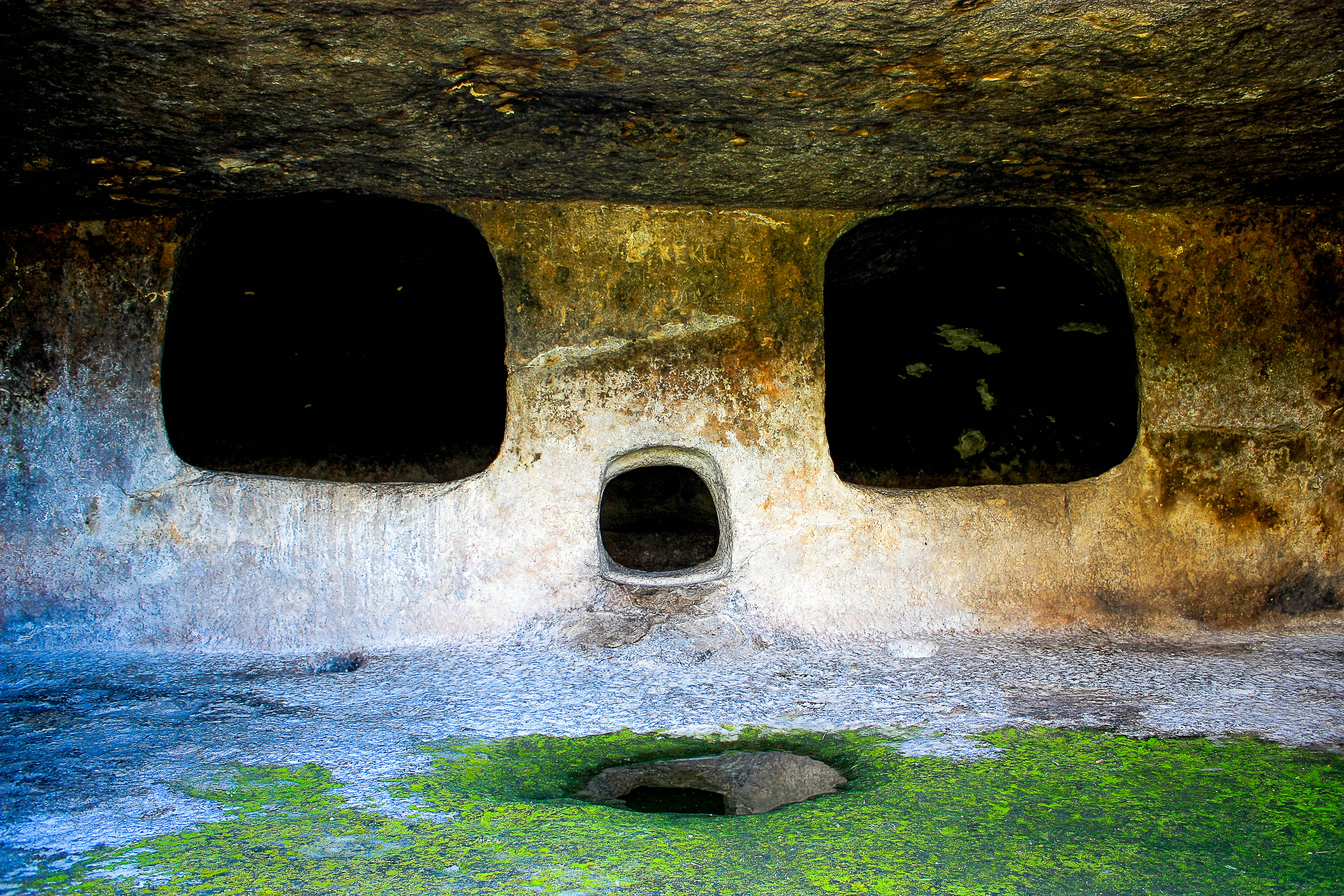
Montessu, interno di una domus de janas

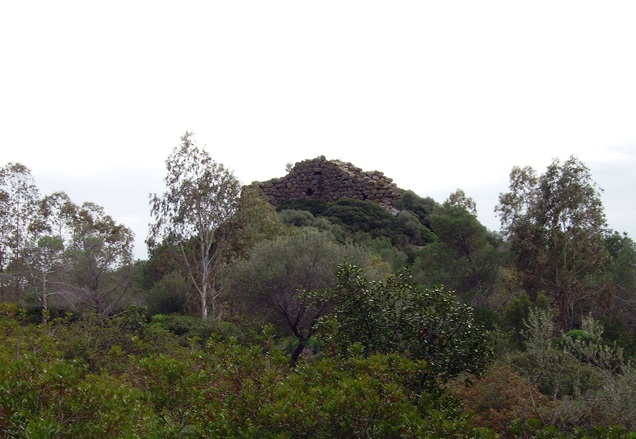
Nuraghe Meurra, Giba

Le tracce più antiche di frequentazione umana nel Sulcis risalgono al Mesolitico (sito di Su Carroppu di Sirri) ma è a partire dal Neolitico antico (VI millennio a.C.) che si ha il vero e proprio popolamento del territorio. Nei due millenni successivi si susseguirono nel Sulcis le stesse culture preistoriche che caratterizzavano anche il resto della Sardegna come la cultura di Bonu Ighinu e la cultura di Ozieri. A partire dalla seconda metà del IV millennio a.C. i sepolcri assunsero l'aspetto di domus de janas, strutture ipogeiche (talvolta riuniti in vaste necropoli come nel caso di Montessu) ottenute scavando la roccia, si diffuse inoltre il fenomeno del megalitismo, numerosi sono infatti i menhir disseminati nel territorio.
Nell'Eneolitico, con la diffusione della metallurgia, nuove genti si spinsero sull'isola dall'Europa continentale. A questo periodo risalgono le culture di Monte Claro e del Vaso campaniforme che nel Sulcis ebbero ampia diffusione. Nei primi secoli del II millennio a.C. in Sardegna si sviluppò la cultura di Bonnanaro, legata alla precedente cultura del vaso a campana a cui si aggiunsero influenze poladiane; il Sulcis è uno dei territori sardi in cui questa cultura si trova con maggiore intensità.

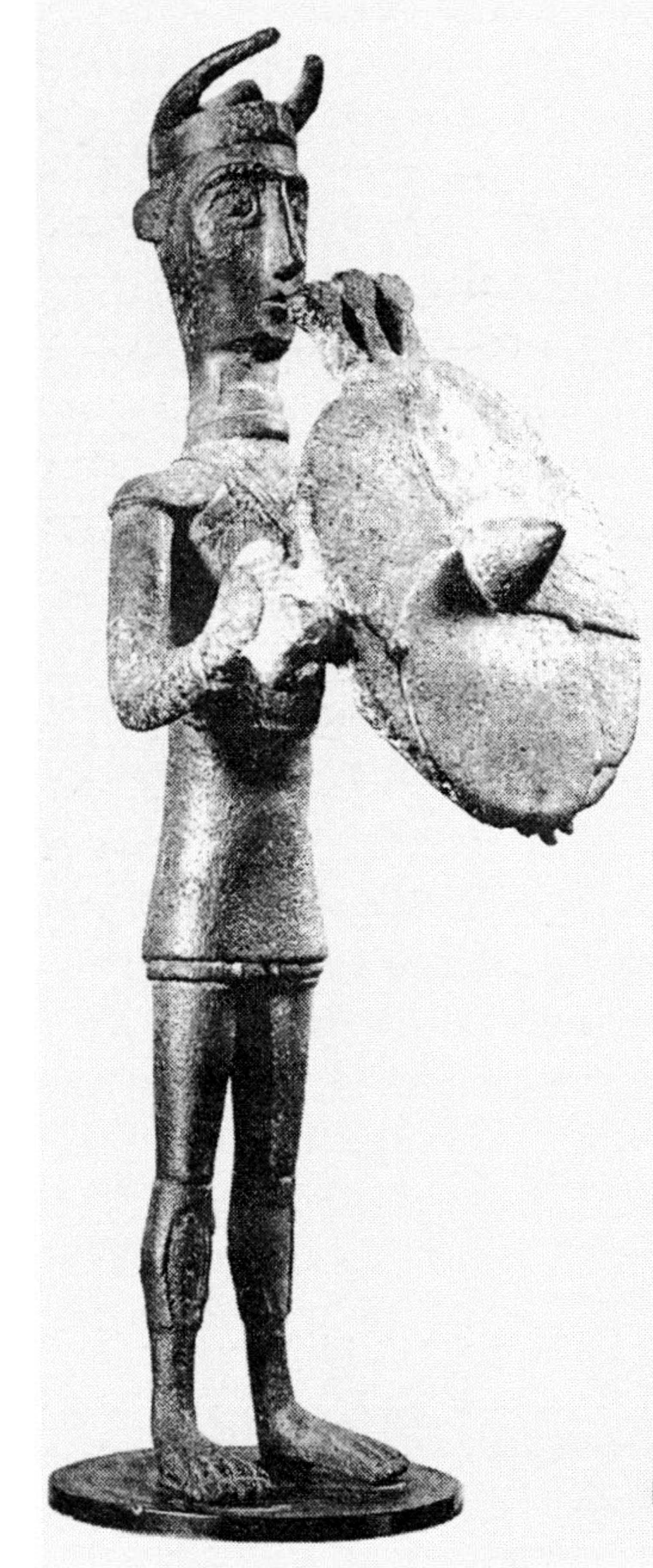
Bronzetto nuragico dal Sulcis, Museo nazionale preistorico etnografico Luigi Pigorini

Nella media età del bronzo anche nel Sulcis era diffusa la civiltà nuragica con la conseguente costruzione di decine di nuraghi (molti dei quali complessi come il nuraghe Sirai, il nuraghe Meurra o il nuraghe Arresi), villaggi, pozzi sacri e tombe dei giganti. Notevole la presenza di nuraghi e villaggi costieri nell'isola di Sant'Antioco, come il nuraghe S'Ega Marteddu, situato a ridosso della spiaggia di Maladroxia, il nuraghe Sa Cipudditta, situato su un promontorio a picco sul mare nella località di Su Portu de su Casu e il complesso nuragico di Grutti 'e Acqua, composto da un nuraghe, un villaggio con urbanizzazioni, impianti idraulici, templi a pozzo e tombe dei giganti. Il sito si estende sino alla scogliera e alla spiaggia di Portu Sciusciau, dove probabilmente era presente un porto nuragico.

### Storia antica

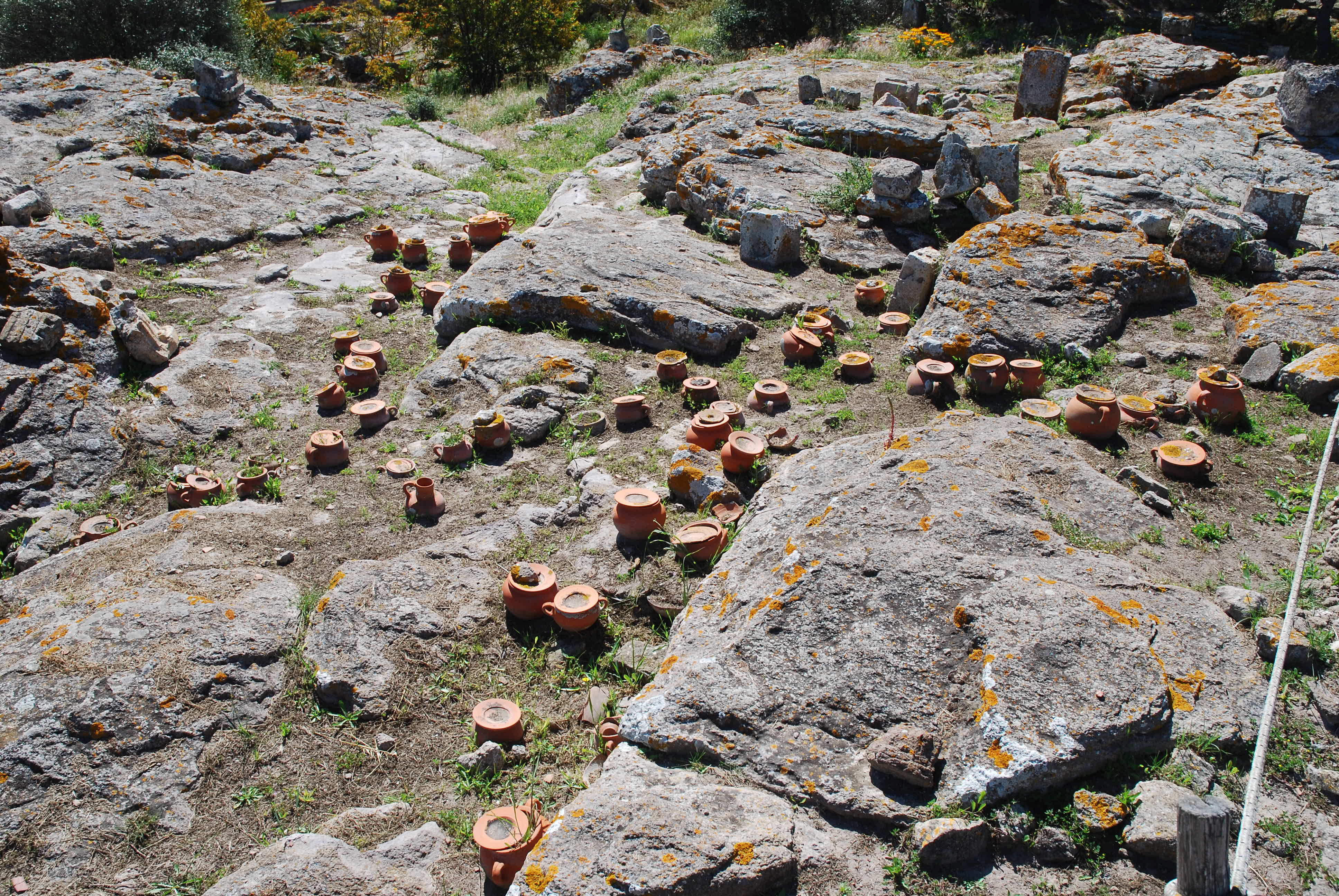
il tophet di Sulki

Nella prima metà del I millennio a.C. giunsero nella zona i mercanti Fenici che si stabilirono nelle piccole penisole e isole lungo la costa, dove fondarono alcuni insediamenti come nel caso di Sulki, Bithia e Inosim, ma anche nell'entroterra, a Sirai e Pani Loriga.
Di grande dimensione e pregio l'insediamento fenicio situato nell'altura di Monte Sirai, dove sono presenti tutt'oggi e in buone condizioni le rovine dell'abitato, della necropoli e del tophet. L'area archeologica è interessata anche dalle tracce dell'antecedente insediamento nuragico, che è stato in parte inglobato in quello fenicio e del quale si possono osservare nelle vicinanze alcune torri e il nuraghe Sirai.
Il porto fenicio della città di Sulki acquisì grande importanza nei traffici tra oriente e occidente divenendo uno dei centri più importanti per i commerci dell'epoca. Di grande interesse storico-archeologico la continuità tra il centro abitato nuragico e quello fenicio osservabile nell'Area archeologica del Cronicario, all'interno dell'attuale paese di Sant'Antioco. Numerose altre testimonianze della città fenicia, come il tophet, l'anfiteatro, la necropoli e le rovine dell'abitato sono visibili e visitabili ancora oggi. Tra i reperti più importanti riconducibili all'epoca fenicia si segnalano le grandi statue dei due leoni, rinvenute negli anni ottanta nella zona del tophet e oggi esposte nel museo archeologico comunale Ferruccio Barreca.

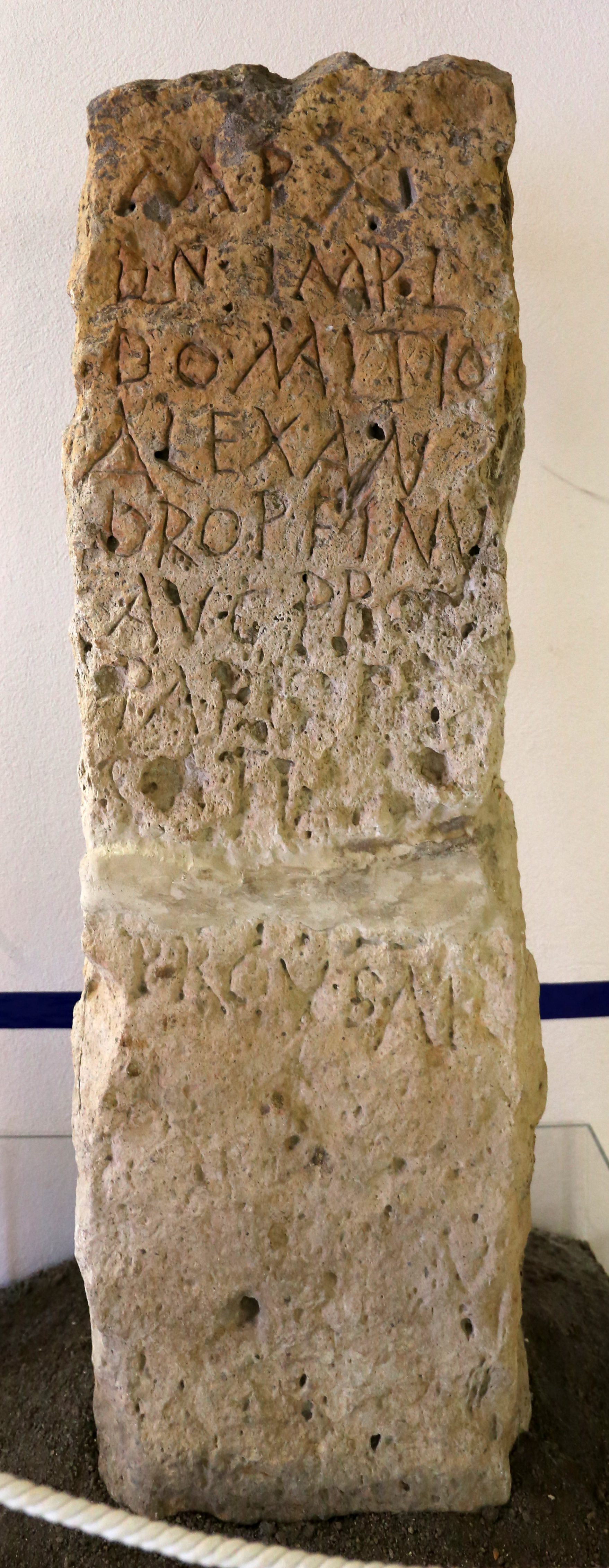
Pietra miliare della Via Sulcitana, con nome dell'imperatore Lucio Domizio Alessandro, 308-311 d.C. ca., dalla zona dell'ospedale di Carbonia, Museo archeologico di Villa Sulcis

Nel VI secolo i Punici occuparono gran parte della Sardegna meridionale e occidentale, tra cui il Sulcis. Nel corso della prima guerra punica si svolse al largo dell'isola di Sant'Antioco un'importante battaglia navale fra la flotta romana e quella cartaginese, nota come battaglia di Sulci, risoltasi con una netta vittoria da parte di Roma. Nel 238 a.C., nel corso della guerra dei mercenari, all'indomani della prima guerra punica, i Romani divennero i nuovi dominatori della Sardegna sostituendosi ai cartaginesi. Claudio Tolomeo in Geografia (II secolo d.C.) cita i Solcitani, aventi come capitale Sulki, tra i popoli dell'isola.
In epoca romana Sulki o Sulci era l'unico municipium  del territorio, mentre altri centri ragguadevoli dovevano essere Inosim, sull'isola di San Pietro, e Monte Sirai, abbandonato tra il II e il I secolo a.C.. Un ulteriore agglomerato era costituito dal centro di Populum, di localizzazione incerta, mentre l'occupazione delle aree rurali sembrerebbe basata su un’organizzazione preesistente composta da piccoli insediamenti individuati nelle vicinanze dei numerosi nuraghi ed in cosiddette ville-fattorie, spesso risalenti all'epoca punica.

### Storia medioevale e moderna

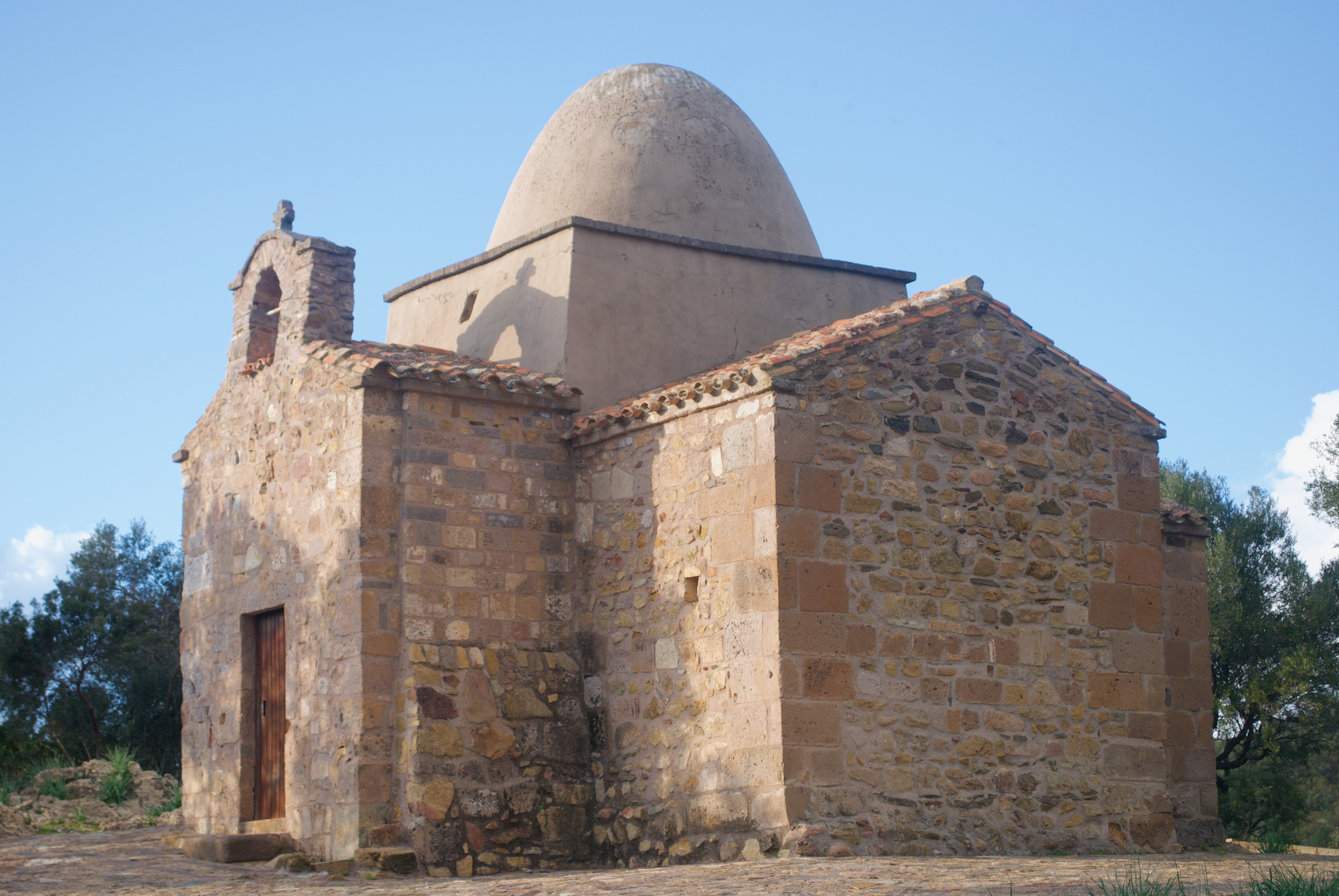
Chiesa di Sant'Elia (Nuxis), un esempio di architettura bizantina

La presenza della Chiesa romana nel territorio sulcitano è accertata almeno dal V secolo, rappresentata da un vescovo con sede nella città di Sulki. Con la caduta dell'Impero romano d'Occidente, la Sardegna, e così il Sulcis, passò sotto il controllo dei Vandali, popolazione germanica stabilitasi nel nord Africa, e poi dei Bizantini. Le città costiere a causa delle frequenti incursioni dei pirati saraceni, furono gradualmente abbandonate.
Nel Medioevo il territorio, parte della diocesi di Sulci, appartenne al giudicato di Cagliari. Dal punto di vista amministrativo, il sud-ovest della Sardegna era suddiviso in tre curatorie: Solci, comprendente il Sulcis sensu stricto, Cigerro, comprendente l'Iglesiente e la piana del Cixerri, e Nora, comprendente il versante orientale del massiccio del Sulcis e le piane costiere che si affacciano sul Golfo degli Angeli. 

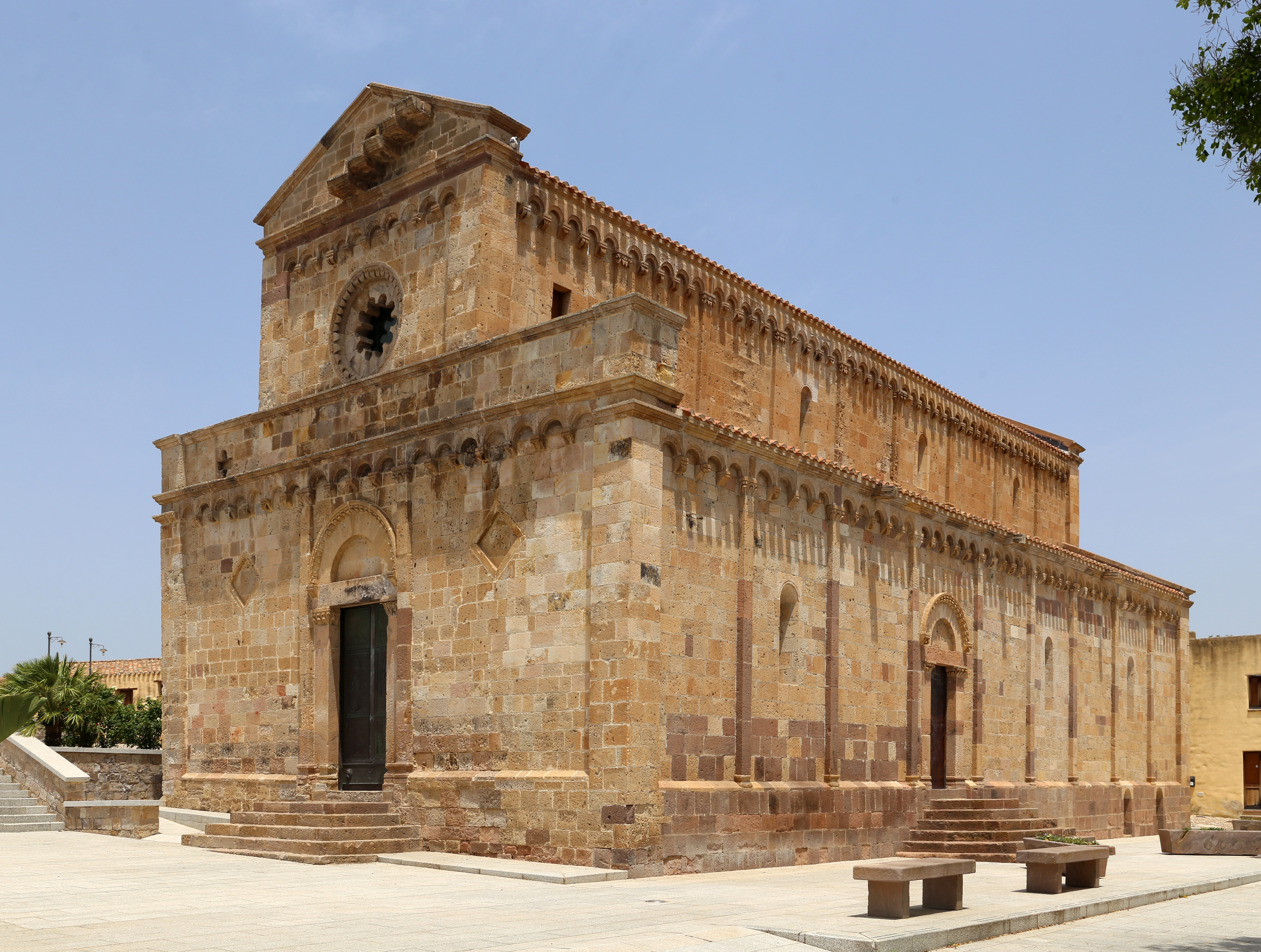
La chiesa di Santa Maria di Monserrato a Tratalias edificata nel XIII secolo.

Anche se le vicende storiche non sono sufficientemente documentate, tra il IX e l'XI secolo il centro abitato di Tartalia, l'odierna Tratalias, nel cuore del Sulcis, divenne la sede de facto della diocesi di Solci, in seguito al trasferimento della curia dalla città costiera bersagliata dalle incursioni degli arabi. Le campagne del Sulcis, come in altre aree rurali della Sardegna, videro un processo di ricolonizzazione, dietro la spinta degli ordini monastici, con la presenza di alcune decine di centri abitati.
Dopo la scomparsa manu militari del giudicato cagliaritano nel 1258, gran parte del Sulcis, dal rio Cixerri al rio Palmas, passò al pisano Gherardo della Gherardesca e ai suoi eredi che ne mantennero la signoria anche dopo l'invasione aragonese della Sardegna del 1323 (partita proprio dal Sulcis) mentre il Cixerri e il Sulcis meridionale passarono al conte Ugolino della Gherardesca che promosse la nascita della città di Villa della Chiesa, l'odierna Iglesias, destinata a diventare, per la sua posizione, il principale nucleo urbano del Sulcis-Iglesiente e polo dello sfruttamento minerario della regione. La nascita di un polo urbano nell'Iglesiente segnò lo spostamento del baricentro demografico a nord del Sulcis.
Estintosi il ramo gherardiano nel 1355 con Gherardo il giovane, fu affidato a vari feudatari. Il dominio aragonese segna quindi in modo particolare l'istituzione del sistema feudale. Il territorio fu spartito in feudi nel cui possesso si sono avvicendate famiglie dell'aristocrazia catalana e spagnola nell'arco di oltre quattro secoli; la maggior parte del territorio faceva tuttavia capo ad un feudo in possesso del vescovo di Iglesias. Secondo un censimento del periodo si contavano in questa curatoria una ventina di villaggi "tassabili": Suergiu, Tului, Pardu, Tratalias, Flumentepido, Sirai, Uradili, Donisellu, Villama Nulacadu, Villaperucciu, Petrargius, Pesus, Bau de Cannas, Margani, Buistiri, Garamatta, Baromela, Barettas, Gibasturba.
A partire dalla metà del XIV secolo, a causa delle epidemie di peste e dei continui conflitti tra Arborea e Aragonesi, nel Sulcis iniziò un progressivo processo di spopolamento con la scomparsa pressoché totale, nel giro di un secolo, di tutti i centri abitati; inoltre, tra il 1391 e il 1393, Brancaleone Doria, marito di Eleonora d'Arborea, ordinò ai residui abitanti del Sulcis di trasferirsi ad Iglesias. Lo storico Giovanni Francesco Fara nella sua opera Chorographia Sardiniae del 1580 descrive questa regione come "[Regio Sulcis] tota silvestris et derelicta" ossia "selvatica e abbandonata". La sede della diocesi di Sulci fu ufficialmente spostata da Tratalias, ormai disabitata, ad Iglesias nel 1503 da papa Giulio II.

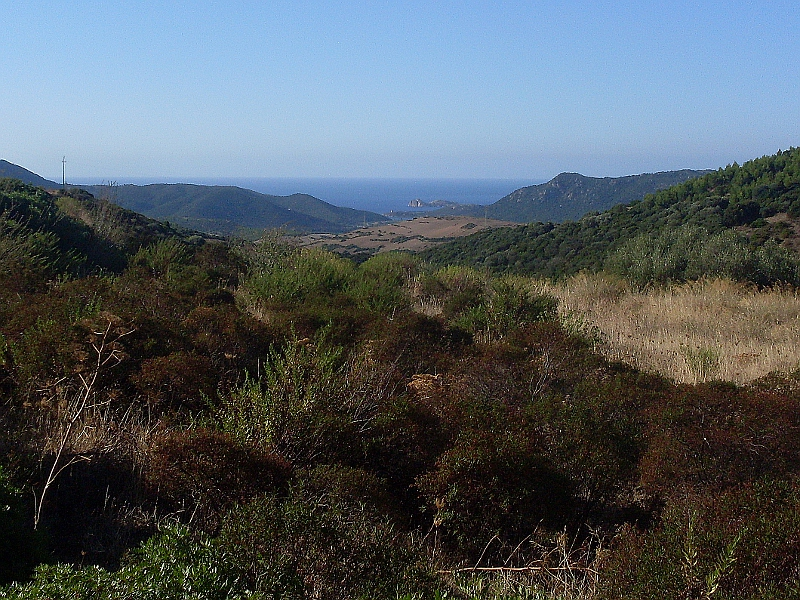
Scorcio sull'agro di Teulada in prossimità della località di Monte Arrubiu. Sullo sfondo, il golfo di Teulada e l'Isola Rossa e, a sinistra, la Serra del Calcinaio, il rilievo che domina la stretta vallata che rappresenta l'unica via naturale di accesso al paese dal mare.

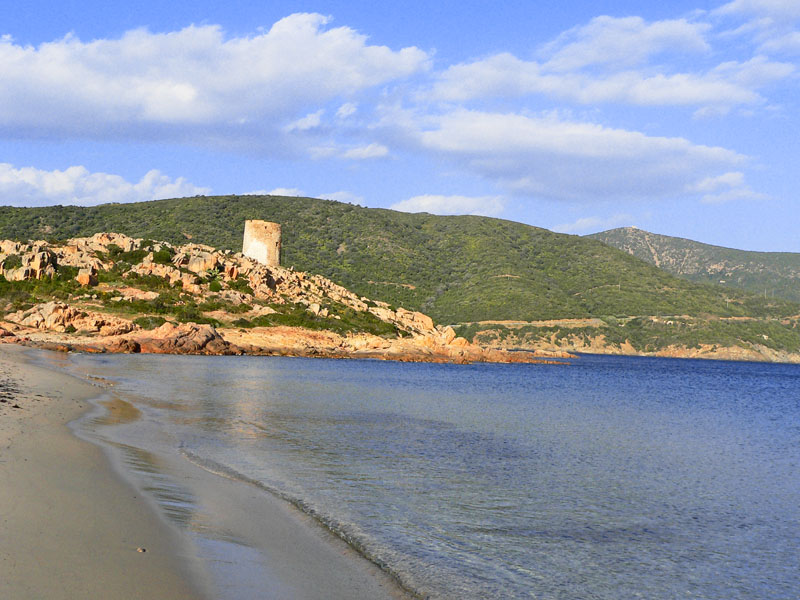
Torre del Budello, edificata nel 1601, Teulada

Nel XVII secolo iniziò una lenta ripresa: fu completato il sistema difensivo di torri costiere, voluto dal governo spagnolo per arginare il pericolo portato dai corsari barbareschi, e fu rifondato in posizione più interna rispetto alla costa il centro di Teulada. In epoca romana la popolazione era stanziata presso la costa nell'antica Tegula, in corrispondenza dell'istmo del promontorio di Capo Teulada, completamente abbandonato durante il medioevo. Fra il XIV e il XV secolo, l'insediamento fu rifondato più all'interno, nella piana di Tuerra, dove oggi sorge la chiesa campestre di Sant'Isidoro, a circa 1 km dalla costa. Nel XVII secolo, infine, il paese fu spostato ancora più all'interno, a circa 10 km dalla costa, in una posizione di particolare importanza strategica: nella definitiva collocazione, Teulada si trova in una conca completamente circondata da rilevi impervi di 3-400 metri d'altitudine, con un'unica via naturale d'accesso, rappresentata dalla stretta vallata che collega il paese alla costa, facilmente difendibile anche da un manipolo di uomini:
(Vittorio Angius (1841))

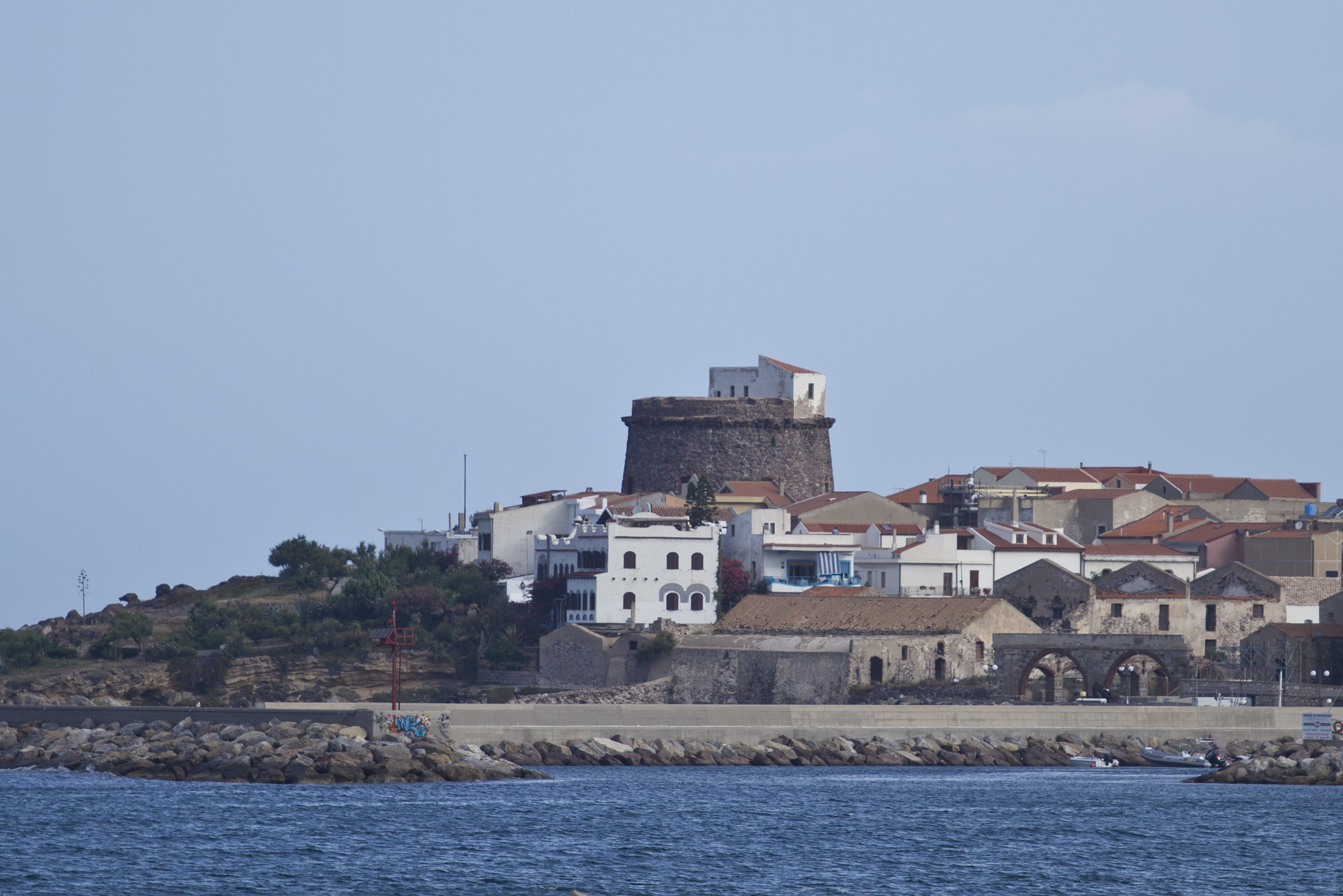
La torre costiera e la tonnara di Portoscuso, XVI secolo

Si sviluppò inoltre il primo nucleo di Portoscuso, la cui nascita è legata alla tonnara di Su Pranu, stabilita sul finire del XVI secolo su concessione di Filippo II di Spagna; il resto del Sulcis era frequentato saltuariamente da pastori e agricoltori.

#### La ricolonizzazione del XVIII secolo
Nel XVIII secolo, soprattutto a partire dalla seconda metà, ormai in epoca sabauda, si registra il ripopolamento del territorio, attuato principalmente da famiglie provenienti dai centri del vicino Iglesiente, in particolare da Iglesias, a cui venivano concesse terre dei domini feudali per l'esercizio dell'agricoltura e della pastorizia. La distanza delle concessioni dai centri di residenza, dell'ordine di decine di chilometri, era tale da richiedere la realizzazione di insediamenti stanziali o semistanziali a scopo residenziale e di presidio del territorio. Nacquero così i furriadroxius e i medaus, con connotazioni rispettivamente differenti in funzione dell'ambiente naturale e della finalità produttiva. Questa dinamica ha favorito perciò una colonizzazione con una popolazione dispersa in insediamenti sparsi di piccole dimensioni, assimilabili a piccole fattorie di modesta fattura ma fondamentalmente autonome.
I furriadroxius, in origine, erano poco più che capanne, ma nel tempo si sono trasformati in vere e proprie abitazioni, in grado di permettere l'insediamento stabile della famiglia contadina. Il carattere stanziale di questi insediamenti è anche alla base dell'origine dei toponimi, derivati dal cognome della famiglia che otteneva la concessione (es. Is Urigus, Is Massaius ecc.). L'ampliamento dei furriadroxius, in genere per giustapposizione, portava nel tempo alla realizzazione di veri e propri cascinali.
Contemporaneamente alla ricolonizzazione del territorio ci fu anche la diffusione dei luoghi di culto, con la riattivazione di chiese storiche dismesse o la costruzione di nuove nel territorio. Questo elemento contestuale è fondamentale nel processo di enurbazione del Sulcis, in quanto era alla base della nascita o della rifondazione dei villaggi. L'arrivo di nuove famiglie di coloni, nel tempo, sviluppò la tendenza dei furriadroxius ad aggregarsi attorno ad un luogo di culto. L'insediamento originario, in seguito a tali ampliamenti, si trasformava in un nucleo aggregato di più unità abitative, chiamato boddeu (insieme di furriadroxius), assimilabile ad un villaggio privo di viabilità. La maggior parte dei centri abitati del Sulcis, oggi comuni o frazioni, si sono sviluppati fra il Settecento e l'Ottocento proprio per espansione dei boddeus, riprendendo il nome degli antichi centri medievali scomparsi. .

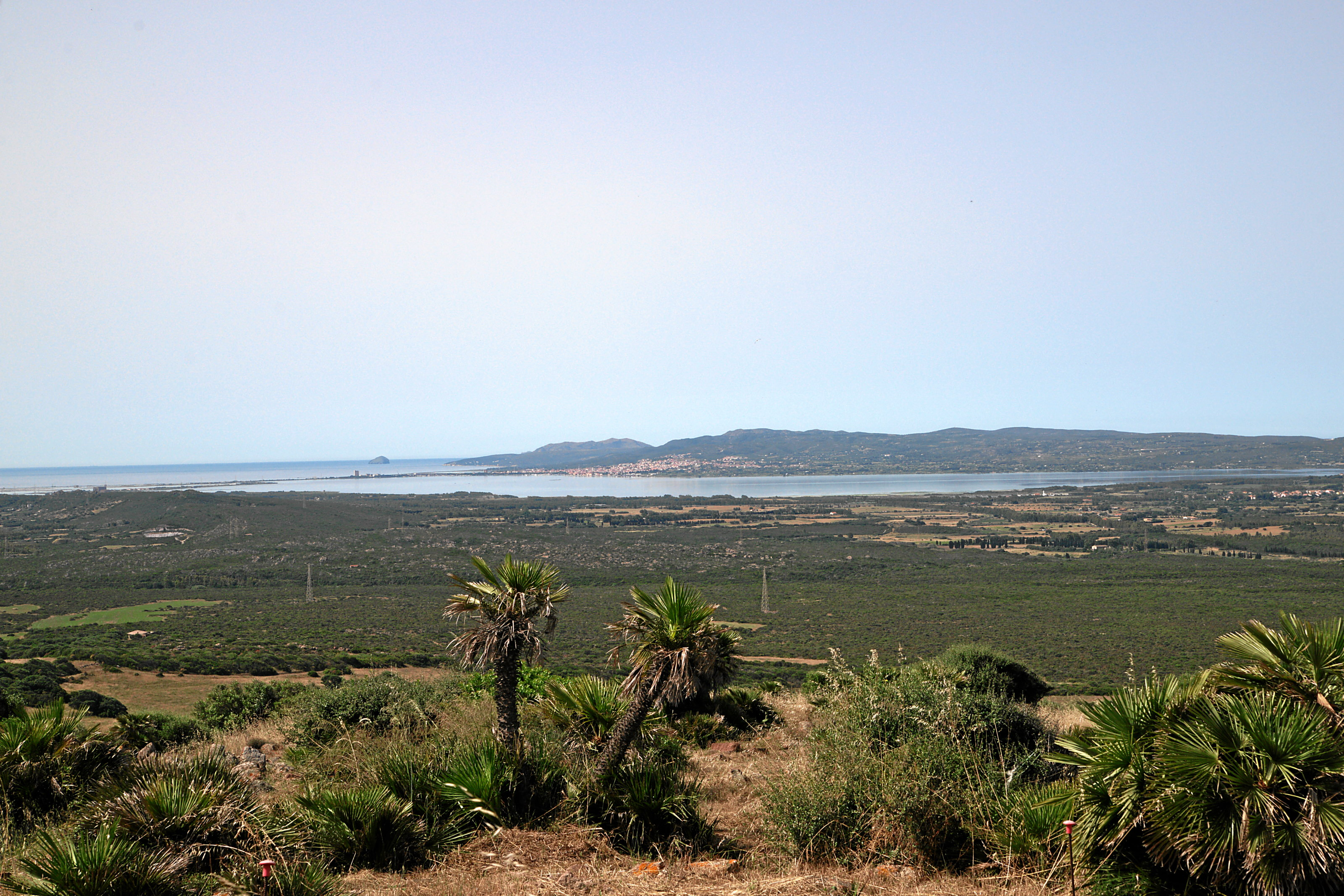
Veduta di Sant'Antioco da Monte Sirai

Anche l'arcipelago del Sulcis fu ripopolato con la nascita, nei pressi delle rovine dell'antica Sulki, di Sant'Antioco, sviluppatasi attorno alla basilica di epoca bizantina dedicata al santo eponimo dell'isola, e di Carloforte (1738) e Calasetta (1770), popolate dai profughi liguri provenienti dall'isolotto di Tabarka, in Tunisia.
Nel 1821 il Sulcis fu incluso nella provincia di Iglesias mentre nel 1839 furono aboliti i feudi.

##### L'urbanizzazione nel 1839
Una documentazione storica della realtà degli insediamenti sparsi del Sulcis nella prima metà dell'Ottocento è stata fornita da padre Vittorio Angius, nell'ambito della sua collaborazione allo sviluppo dell'opera dell'abate Goffredo Casalis, il Dizionario geografico storico-statistico-commerciale degli Stati di S.M. il Re di Sardegna. Secondo l'Angius, il territorio del Sulcis era pressoché deserto fino alla seconda metà del XVIII secolo e l'esercizio dell'attività agricola e pastorale era associato ad una forma di nomadismo stagionale:
(Vittorio Angius (1841).)
L'assenza di presidi nelle campagne era causa di instabilità sociale. Secondo l'Angius, la necessità di assicurare un miglior controllo del territorio, da parte degli agricoltori e dei pastori, e la progressiva riduzione della minaccia delle incursioni barbaresche crearono le condizioni per una colonizzazione stabile con la costruzione dei furriadroxius. La domanda, da parte della popolazione, della presenza della Chiesa nel territorio spinse il governo piemontese a intercedere presso il vescovo di Iglesias per l'invio di sacerdoti nel Sulcis. Ciò creò le condizioni per lo sviluppo dei boddeus con una struttura sociale amministrata, in prima istanza, dalla figura del cappellano.
(Vittorio Angius (1841))
Il rapporto dell'Angius (1841) offre una fotografia abbastanza dettagliata anche in termini numerici, riferita alla fine degli anni quaranta del secolo, per quanto mancassero riferimenti precisi relativi agli insediamenti minori. Nella sua trattazione, l'Angius suddivide il territorio del Sulcis-Iglesiente in quattro aree geografiche: il "Ciserro", corrispondente all'Iglesiente, il "Sulci proprio", corrispondente al territorio pianeggiante e collinare compreso fra la piana di Santadi e il Golfo di Palmas, il "Sulci occidentale", comprendente le isole di Sant'Antioco e San Pietro, il "Sulci meridionale", comprendente il territorio teuladino.

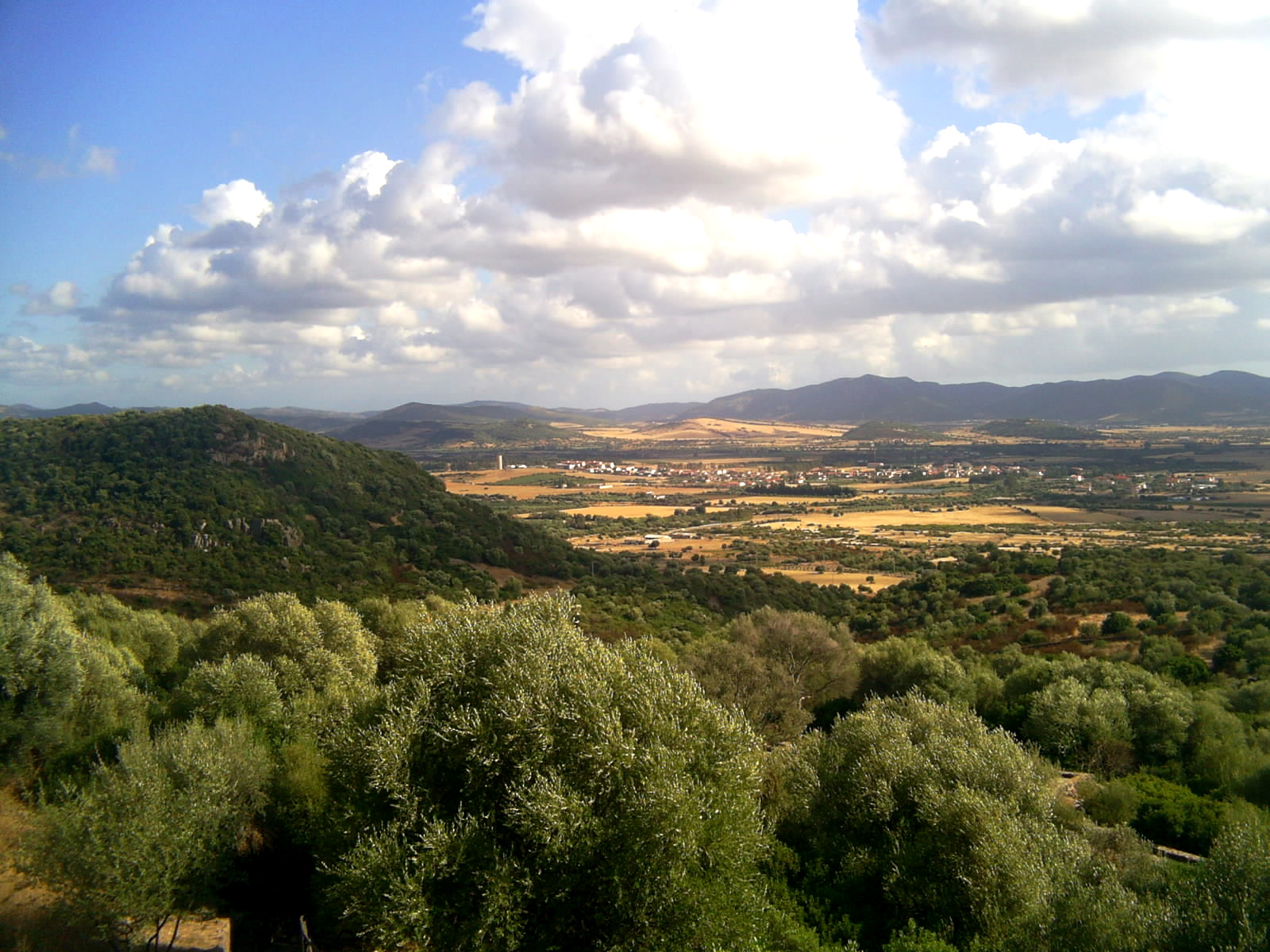
Panorama di Santadi

Il "Sulci proprio" aveva una superficie agricola di circa 266 000 starelli. L'Angius riporta i dati demografici dei nove principali boddeus, con una popolazione complessiva di poco più di 8 000 abitanti: Masainas (1806), Narcao (1386), Santadi (1262), Nugis (1036), Suergiu (850), Tratalias (741), Villaperuccio (428), Villarius (283), Palmas (235). Di questi insediamenti, secondo l'Angius, solo Tratalias aveva la connotazione di un vero e proprio paesello. Angius menziona, inoltre, diversi boddeus minori, definiti "di seconda e terza classe", che sarebbero stati suscettibili di espansione per trasformarsi in villaggi veri e propri. Alcuni di questi sono oggi comuni (Giba, Perdaxius, Piscinas) o frazioni più o meno importanti di comuni sulcitani (Barbusi, Flumentepido, Sirai, Mozzaccarra, Sirri e Cannas, Terraseo e Pesus, ecc.). Il territorio era presentato come un complesso di pianure fertili, sfruttate per la coltivazione del grano, dell'orzo, dei legumi e del lino, mentre la viticoltura e la frutticoltura avevano carattere di marginalità. Gli allevamenti contavano circa 3000 bovini, 3000 equini, 16000 ovini, 8000 caprini, 5000 suini. Un aspetto negativo evidenziato dall'Angius consisteva nella scarsa salubrità della fascia costiera, per la presenza di stagni e paludi, causa di febbri e intossicazioni.

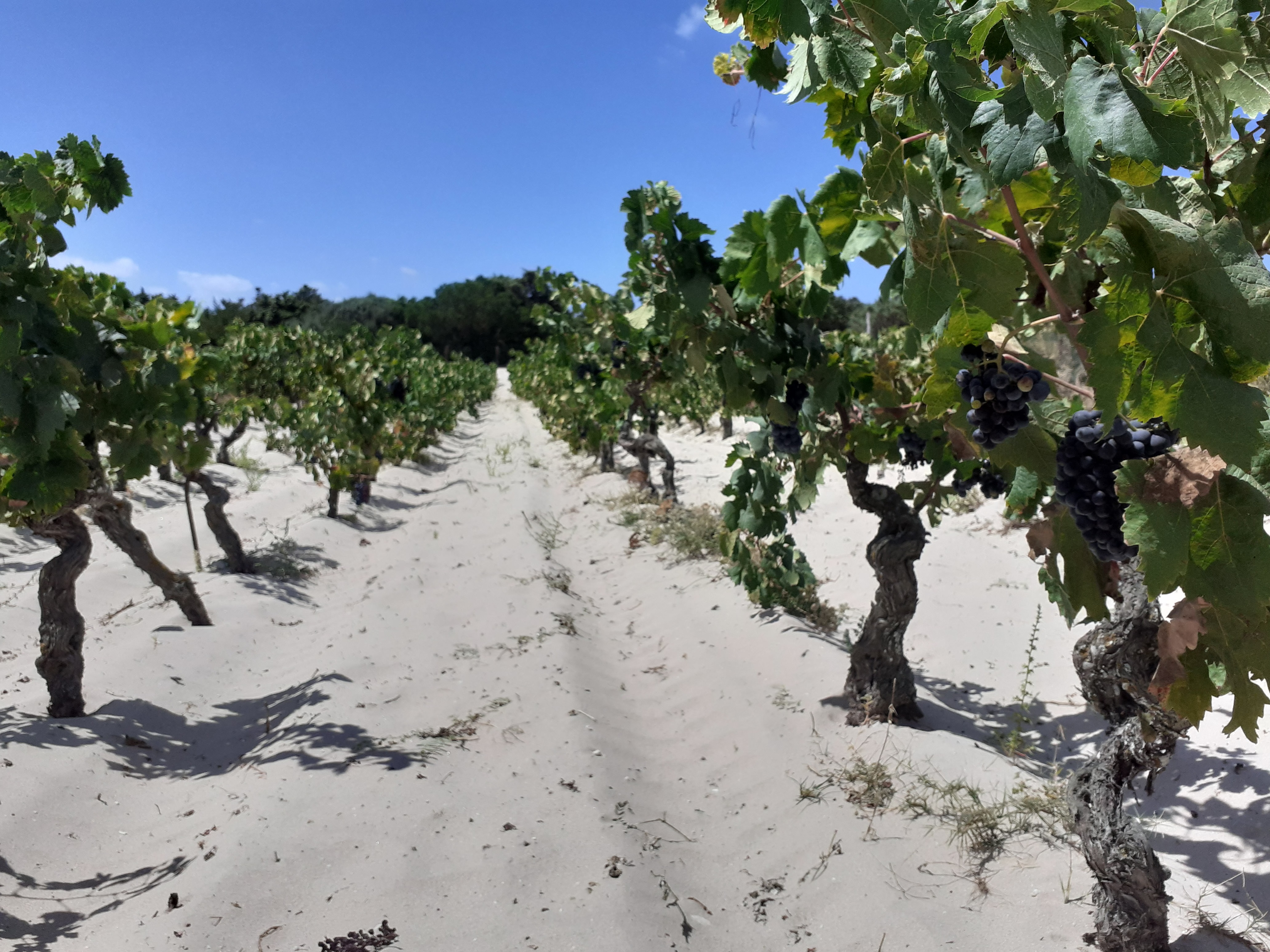
Vigna nell'isola di Sant'Antioco

Il "Sulci meridionale" aveva una superficie agricola di 321 000 starelli, in parte dislocata su territorio montano. La popolazione nel 1839 ammontava a meno di 2 400 abitanti, ripartita fra la borgata di Teulada (1950) e i "salti", le campagne (415). Pur presentando affinità con la popolazione del "Sulci proprio", quella del Sulci meridionale mostrava, secondo l'Angius, i segni di una condizione di isolamento geografico. L'agricoltura risentiva della condizione di minore fertilità del terreno e i seminativi erano destinati, nell'ordine, alla coltivazione del grano, dell'orzo, delle leguminose e del lino. La viticoltura aveva, anche in questo territorio, carattere di marginalità sia per la limitata diffusione sia per la scarsa qualità del vino. L'allevamento contava 750 capi bovini, 160 cavalli, 360 asini, 6000 ovini, 10000 caprini e 3200 suini. L'aspetto negativo evidenziato dall'Angius era la condizione di isolamento dei teuladini e indicava, come possibile via di sviluppo, la dislocazione degli insediamenti nei principali siti costieri e nella piana di Arresi.
Il "Sulci occidentale" aveva una superficie agricola di minore estensione, ammontante a circa 83 000 starelli. A fronte della minore potenzialità produttiva, la popolazione era decisamente più consistente, con un totale di circa 7 000 abitanti, distribuiti fra i centri di Carloforte (3355), Sant'Antioco (2843), Calaseta (469) e le campagne (397). Di particolare importanza la differenziazione linguistica e culturale fra le due comunità delle isole: quella prettamente sarda di Sant'Antioco, affine alle comunità del resto del Sulcis, e quella tabarchina di Calasetta e Carloforte.
L'agricoltura risentiva della limitata superficie utilizzabile, tuttavia poteva essere implementata con il ricorso ai miglioramenti fondiari. Di particolare interesse, secondo l'Angius, era la vocazione alla viticoltura per la prosperità delle vigne e la qualità del vino. L'allevamento, in gran parte dislocato nell'isola di Sant'Antioco, contava 2100 capi bovini, 250 cavalli e 10000 ovini. Di particolare importanza era il settore della pesca, la risorsa primaria della comunità carlofortina.

### Dal Novecento ad oggi

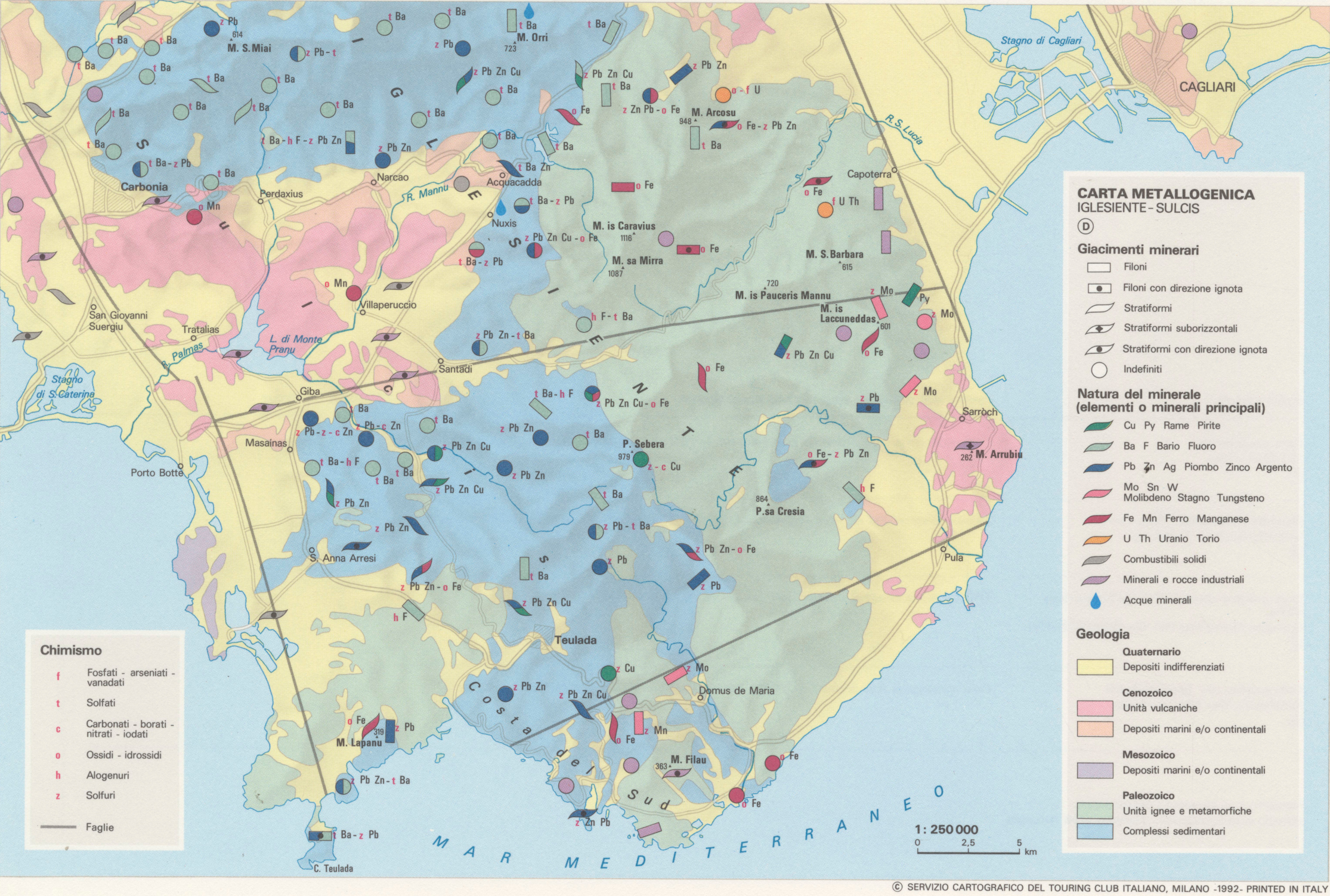
Carta metallogenica del Sulcis

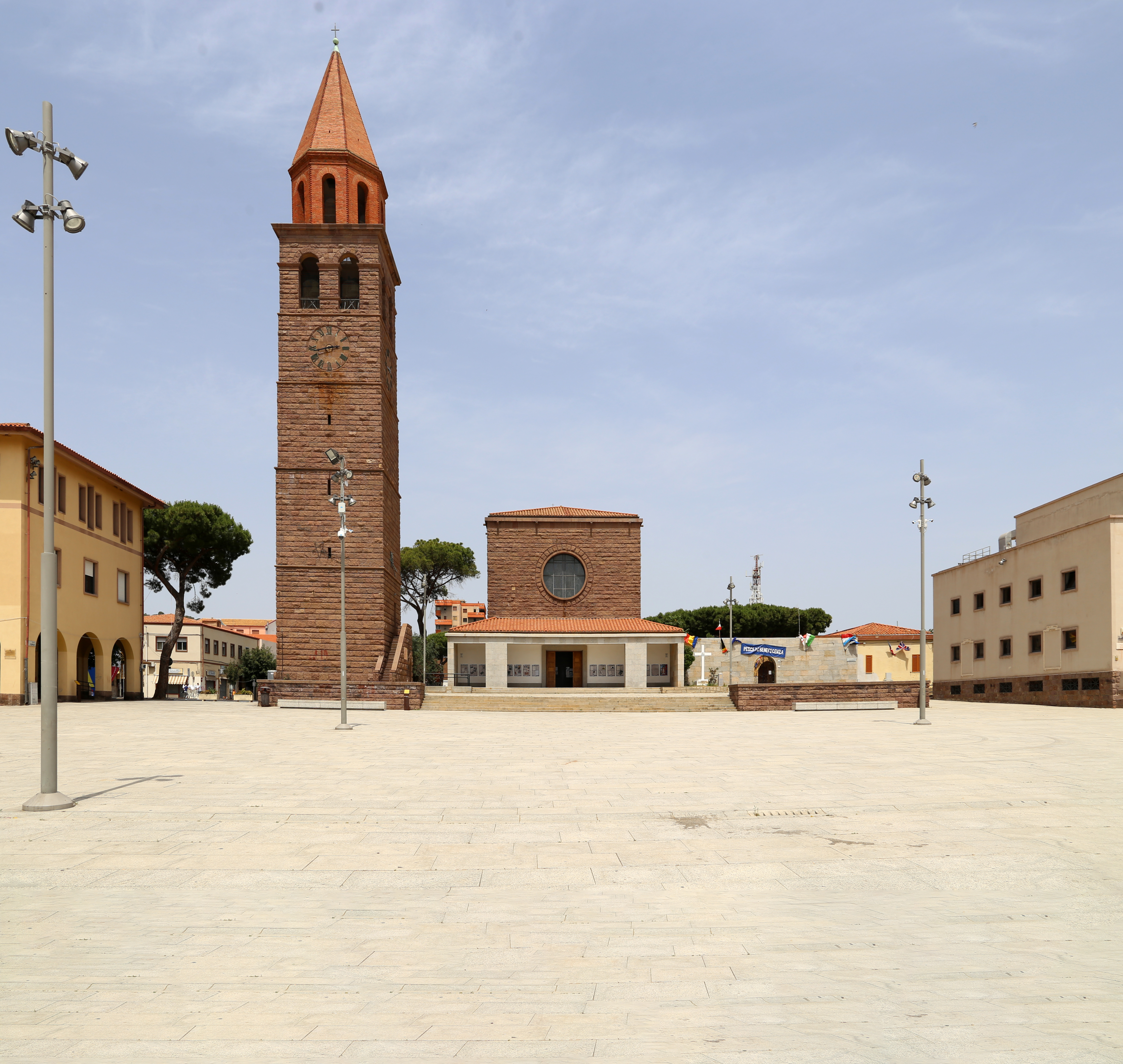
Veduta della chiesa di San Ponziano e di Piazza Roma a Carbonia, una delle città di fondazione nel periodo fascista

Dopo la ricolonizzazione, il Sulcis è stato interessato da alcuni importanti fenomeni che hanno interferito con il tessuto socioeconomico della regione, conservando tuttavia la vocazione fondamentalmente agropastorale in una parte del territorio. Il processo di maggiore importanza si sviluppa nei primi decenni del XX secolo, con la scoperta dei giacimenti carboniferi del Sulcis. Lo sviluppo dell'industria estrattiva porterà negli anni trenta alla costruzione, nei pressi del preesistente centro di Serbariu, della città di Carbonia (e dei borghi satellite di Cortoghiana e Bacu Abis) destinata a diventare il polo urbano di maggiore importanza, con Iglesias, in tutta la Sardegna sudoccidentale. La crisi che colpì le miniere sulcitane nel secondo dopoguerra portò, negli anni tra il 1969 ed il 1972, allo sviluppò del polo industriale di Portovesme.

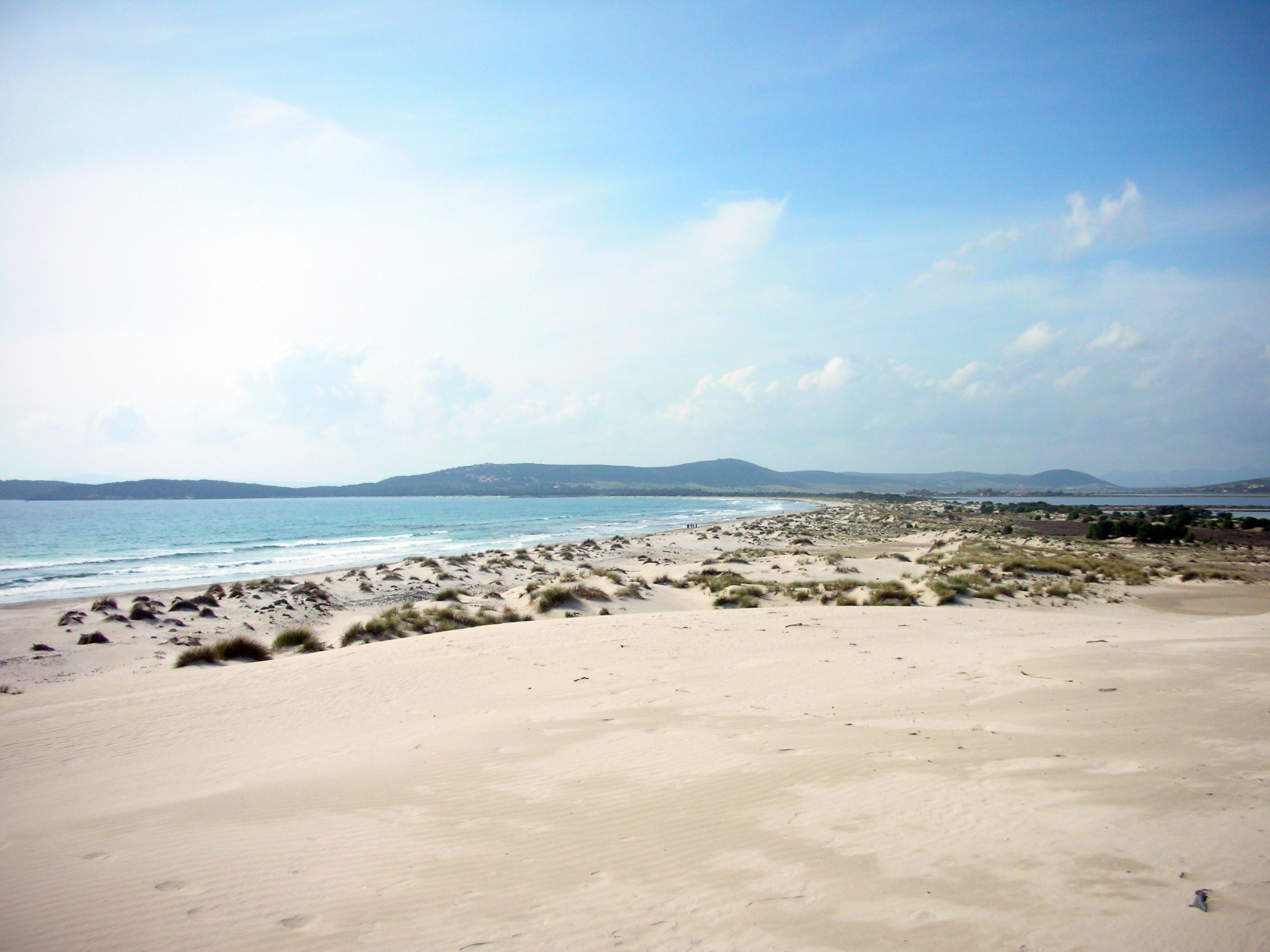
La spiaggia di Porto Pino, divisa tra i comuni di Sant'Anna Arresi e di Teulada.

Nel corso di un secolo e mezzo, la bonifica dei litorali, la realizzazione delle infrastrutture, l'industrializzazione del territorio nord-occidentale del Sulcis, lo sviluppo del settore terziario e, per ultimo, del turismo, hanno reso variegata la struttura socioeconomica della regione e non facilmente caratterizzabile a causa della connotazione a mosaico. L'area occidentale, che si identifica con i poli di Carbonia e San Giovanni Suergiu ha visto una marcata urbanizzazione e lo sviluppo di un sistema economico fortemente integrato fra i diversi settori, pur conservando anche quello agricolo e zootecnico.
L'area interna, che si estende dai territori di Narcao, Nuxis e Santadi fino a quelli di Masainas, Sant'Anna Arresi e Teulada ha mantenuto più consolidata la vocazione agricola e zootecnica. Gli antichi boddeus ottocenteschi si sono espansi fino a diventare paesi o cittadine, spesso assorbendo nel processo di urbanizazione i furriadroxius circostanti, di cui rimangono tracce nelle periferie composite di questi centri abitati. Malgrado l'urbanizzazione dei principali boddeus, nel Sulcis resta evidente l'antica struttura insediativa di carattere sparso, per la conservazione di un elevato numero di piccole frazioni disperse nei territori comunali, con un numero di abitanti variabile da poche decine a diverse centinaia.

## Territorio
Il Sulcis viene suddiviso in due zone: la parte settentrionale, più popolata e meno vasta denominata Alto Sulcis (costituito dall'omonimo bacino carbonifero e dall'arcipelago sulcitano con le isole di Sant'Antioco e di San Pietro); e la parte meridionale, meno abitata con un territorio un po' più grande definita come Basso Sulcis. L'Alto Sulcis ha come centro territoriale la città di Carbonia e comprende i seguenti otto comuni: Calasetta, Carbonia, Carloforte, Narcao, Perdaxius, Portoscuso, San Giovanni Suergiu e Sant'Antioco. Il Basso Sulcis non ha un centro territoriale vero e proprio e comprende i seguenti 10 comuni: Domus de Maria, Giba, Masainas, Nuxis, Piscinas, Santadi, Sant'Anna Arresi, Tratalias, Villaperuccio e Teulada.
Tutti i comuni sono compresi nella provincia del Sud Sardegna.

### Comuni e Suddivisione territoriale
| Pos. | Stemma    | Comune di                                           | Popolazione (ab) | Superficie (km²) | Densità (ab/km²) | Altitudine (m s.l.m.) | Reddito pro capite2020 |
| ---- | --------- | --------------------------------------------------- | ---------------- | ---------------- | ---------------- | --------------------- | ---------------------- |
| 1º   |           | Carbonia                                            | 29.846           | 145,63           | 204,94           | 111                   | 17.379                 |
| 2º   |           | Sant'Antioco (in sardo Santu Antiogu)               | 11.736           | 115,59           | 101,48           | 20                    | 15.269                 |
| 3º   |           | Carloforte (in tabarchino U Pàize)                  | 6.448            | 50,24            | 128,48           | 10                    | 17.869                 |
| 4º   |           | San Giovanni Suergiu (in sardo Santu Juanni Sruexu) | 6.033            | 70,63            | 85,57            | 16                    | 15.131                 |
| 5º   |           | Portoscuso (in sardo Portescùsi)                    | 5.286            | 39,06            | 138,04           | 6                     | 18.717                 |
| 6º   |           | Narcao (in sardo Narcau)                            | 3.396            | 85,96            | 39,15            | 127                   | 14.766                 |
| 7º   |           | Calasetta (in tabarchino Câdesédda)                 | 2.921            | 30,98            | 92,00            | 9                     | 15.350                 |
| 8º   |           | Perdaxius                                           | 1.474            | 29,55            | 49,58            | 114                   | 13.122                 |
|      | 8 Comuni  | Alto Sulcis                                         | 67.140           | 567,64           | 118,27           | 44                    |                        |
| 1º   |           | Teulada                                             | 3.818            | 245,59           | 16,24            | 50                    | 14.270                 |
| 2º   |           | Santadi                                             | 3.636            | 115,59           | 32,59            | 140                   | 13.428                 |
| 3º   |           | Sant'Anna Arresi                                    | 2.695            | 36,69            | 70,40            | 77                    | 13.481                 |
| 4º   |           | Giba                                                | 2.140            | 34,65            | 61,88            | 59                    | 13.065                 |
| 5º   |           | Nuxis                                               | 1.697            | 61,46            | 27,71            | 160                   | 14.117                 |
| 6º   |           | Domus de Maria                                      | 1.545            | 96,78            | 15,96            | 66                    | 15.075                 |
| 7º   |           | Masainas                                            | 1.366            | 22,00            | 66,00            | 57                    | 12.115                 |
| 8º   |           | Tratalias                                           | 1.108            | 30,96            | 36,21            | 17                    | 13.604                 |
| 9º   |           | Villaperuccio (in sardo Sa Baronìa)                 | 1.100            | 36,30            | 30,77            | 62                    | 13.686                 |
| 10º  |           | Piscinas                                            | 851              | 14,00            | 63,29            | 70                    | 12.135                 |
|      | 10 Comuni | Basso Sulcis                                        | 19.956           | 694,02           | 28,75            |                       |                        |
|      | 18 Comuni | Sulcis                                              | 87.096           | 1.261,66         | 69,27            |                       |                        |

### Fiumi
Da nord a sud i corsi d'acqua del Sulcis, che hanno tutti carattere torrentizio, sono i seguenti:
- Rio Perdàias (Comune di Portoscuso)
- Rio Flumentepido (comuni di Carbonia e di Portoscuso)
- Rio Troncia (comuni di Carbonia e di Portoscuso)
- Rio Macquarba (Comuni di Carbonia e di San Giovanni Suergiu)
- Rio Santu Milanu o San Gemiliano (comuni di Carbonia e di San Giovanni Suergiu)
- Rio Tupei (comuni di Calasetta e di Sant'Antioco)
- Rio Palmas (comuni di San Giovanni Suergiu e di Tratalias)
- Rio Monte S'Orcu (comuni di Perdaxius e di Tratalias)
- Rio Mannu (comuni di Narcao e di Villaperuccio)
- Rio Tatinu (comuni di Nuxis e di Villaperuccio)
- Rio Santadi (comuni di Santadi e di Villaperuccio)
- Rio Siriddi (Comune di Santadi)
- Rio Piscinas (comuni di Giba e di Piscinas)

### Orografia
Da nord a sud i monti del Sulcis, che hanno quasi tutti carattere collinare, sono i seguenti:
- Monte Corona Maria 204 m (Comune di Gonnesa)
- Monte Santu Miai 614 m (comuni di Iglesias, di Villamassargia e di Narcao)
- Punta de Scarleddu e/o Arcu su Filixi m.616 m (comuni di Villamassargia e di Narcao)
- Monte Rosas 609 m (comuni di Villamassargia e Narcao)
- Monte Orri 723 m (comuni di Siliqua e Narcao)
- Monte Guardia dei Mori 211 m (Comune di Carloforte)
- Monte Ravenna 192 m (Comune di Carloforte)
- Monte Sirai 190 m (Comune di Carbonia)
- Monte Tasua 454 m (Comune di Carbonia)
- Perda Asua de Pari 101 m (comuni di Carbonia e di San Giovanni Suergiu)
- Monte San Giovanni 332 m (comuni di Carbonia e di San Giovanni Suergiu)
- Monte San Michele Arenas 492 m (Comune di Carbonia)
- Monte Narcao 481 m (comuni di Narcao e di Villaperuccio)
- Monte Nieddu 1041 m (Comune di Nuxis)
- Punta Rocca Steria 1009 m (Comune di Nuxis)
- Monte Is Caravius 1116 m (Comune di Nuxis)
- Monte Sa Mirra 1087 m (Comune di Nuxis)
- Sa Scrocca Manna 142 m (Comune di Sant'Antioco)
- Perdas de Is Ominis 232 m (Comune di Sant'Antioco)
- Perdas de Fogu 271 m (Comune di Sant'Antioco)
- Punta Maxia 1017 m (Comune di Santadi)
- Punta Sebera 979 m (Comune di Santadi e di Teulada)
- Punta Orgiu Trudu 557 m (Comune di Santadi e di Teulada)
- Monte Cogotis 438 m (Comune di Teulada)
- Monte Culurgioni 443 m (Comune di Teulada)
- Monte Perdaia 437 m (Comune di Teulada)
- Monte Arbus 195 m (Comune di Teulada)
- Monte S'Impeddau 267 m (Comune di Teulada)
- Monte Lapanu 319 m (Comune di Teulada)
- Monte Perdaia 437 m (Comune di Teulada)
- Monte Orbai 688 m (Comune di Teulada)
- Monte Maria 477 m (comuni di Domus de Maria e di Teulada)
- Monte Spinosa 682 m (Comune di Domus de Maria)
- Monte Is Crabus 576 m (Comune di Domus de Maria)
- Monte Filau 363 m (Comune di Domus de Maria)

## Economia

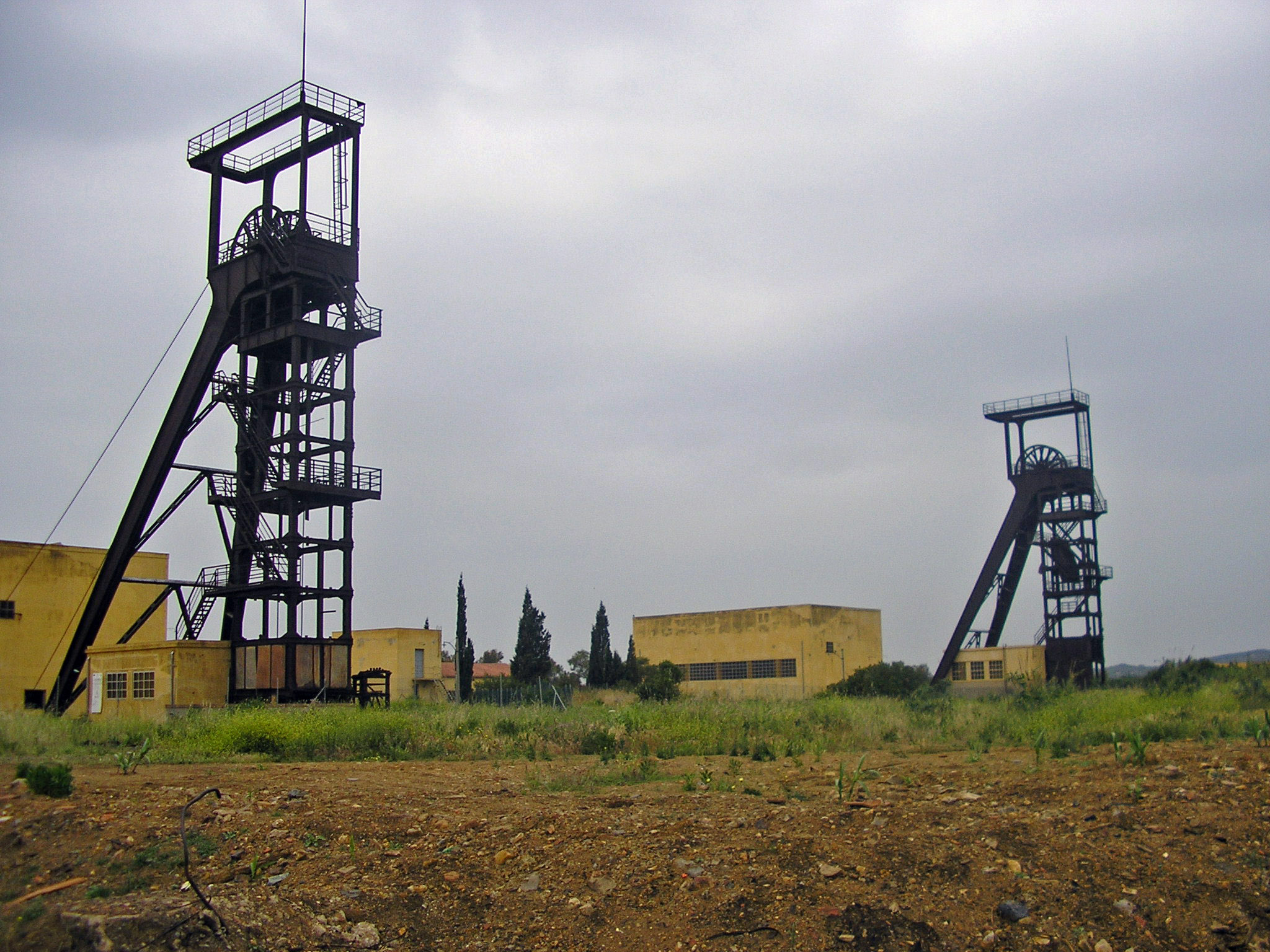
Le torri della miniera carbonifera di Serbariu a Carbonia.

Dal punto di vista economico l'Alto Sulcis ebbe nel recente passato un'economia prevalentemente mineraria, oggi ha un'economia basata su attività dei servizi e del terziario con diverse piccole imprese turistiche, agro-pastorali e della pesca. Nel Basso Sulcis l'economia si basa invece prevalentemente sulle attività di tipo agro-pastorale, sebbene siano diffusi anche la pesca e il turismo.